# فهرست سیارک‌ها (۱۶۸۰۰۱–۱۶۹۰۰۱)
فهرست سیارک‌ها (۱۶۸۰۰۱ - ۱۶۹۰۰۱) فهرست سیارک‌ها از ۱۶۸۰۰۱ تا ۱۶۹۰۰۱ است.
| نام    | نام انگلیسی   | تاریخ کشف       |
| ------ | ------------- | --------------- |
| ۱۶۸۰۰۱ | 2005 GW133    | ۱۰ آوریل ۲۰۰۵   |
| ۱۶۸۰۰۲ | 2005 GS136    | ۱۰ آوریل ۲۰۰۵   |
| ۱۶۸۰۰۳ | 2005 GZ137    | ۱۱ آوریل ۲۰۰۵   |
| ۱۶۸۰۰۴ | 2005 GP159    | ۱۲ آوریل ۲۰۰۵   |
| ۱۶۸۰۰۵ | 2005 GT161    | ۱۳ آوریل ۲۰۰۵   |
| ۱۶۸۰۰۶ | 2005 GV170    | ۱۲ آوریل ۲۰۰۵   |
| ۱۶۸۰۰۷ | 2005 GE181    | ۱۲ آوریل ۲۰۰۵   |
| ۱۶۸۰۰۸ | 2005 GZ181    | ۱۲ آوریل ۲۰۰۵   |
| ۱۶۸۰۰۹ | 2005 GK203    | ۹ آوریل ۲۰۰۵    |
| ۱۶۸۰۰۹ | 2005 HP       | ۱۶ آوریل ۲۰۰۵   |
| ۱۶۸۰۱۱ | 2005 HF1      | ۱۶ آوریل ۲۰۰۵   |
| ۱۶۸۰۱۲ | 2005 HP1      | ۱۶ آوریل ۲۰۰۵   |
| ۱۶۸۰۱۳ | 2005 HK4      | ۳۰ آوریل ۲۰۰۵   |
| ۱۶۸۰۱۴ | 2005 HS4      | ۳۰ آوریل ۲۰۰۵   |
| ۱۶۸۰۱۵ | 2005 HK5      | ۳۰ آوریل ۲۰۰۵   |
| ۱۶۸۰۱۶ | 2005 HZ7      | ۳۰ آوریل ۲۰۰۵   |
| ۱۶۸۰۱۷ | 2005 JK2      | ۳ مه ۲۰۰۵       |
| ۱۶۸۰۱۸ | 2005 JG8      | ۴ مه ۲۰۰۵       |
| ۱۶۸۰۱۹ | 2005 JX8      | ۴ مه ۲۰۰۵       |
| ۱۶۸۰۲۰ | 2005 JJ21     | ۴ مه ۲۰۰۵       |
| ۱۶۸۰۲۱ | 2005 JX23     | ۳ مه ۲۰۰۵       |
| ۱۶۸۰۲۲ | 2005 JK44     | ۸ مه ۲۰۰۵       |
| ۱۶۸۰۲۳ | 2005 JX46     | ۳ مه ۲۰۰۵       |
| ۱۶۸۰۲۴ | 2005 JC77     | ۹ مه ۲۰۰۵       |
| ۱۶۸۰۲۵ | 2005 JS84     | ۸ مه ۲۰۰۵       |
| ۱۶۸۰۲۶ | 2005 JA89     | ۱۱ مه ۲۰۰۵      |
| ۱۶۸۰۲۷ | 2005 JQ92     | ۱۱ مه ۲۰۰۵      |
| ۱۶۸۰۲۸ | 2005 JK94     | ۷ مه ۲۰۰۵       |
| ۱۶۸۰۲۹ | 2005 JF98     | ۸ مه ۲۰۰۵       |
| ۱۶۸۰۳۰ | 2005 JQ100    | ۹ مه ۲۰۰۵       |
| ۱۶۸۰۳۱ | 2005 JH103    | ۹ مه ۲۰۰۵       |
| ۱۶۸۰۳۲ | 2005 JB105    | ۱۱ مه ۲۰۰۵      |
| ۱۶۸۰۳۳ | 2005 JJ143    | ۱۵ مه ۲۰۰۵      |
| ۱۶۸۰۳۴ | 2005 JN151    | ۴ مه ۲۰۰۵       |
| ۱۶۸۰۳۵ | 2005 JV151    | ۴ مه ۲۰۰۵       |
| ۱۶۸۰۳۶ | 2005 JS156    | ۴ مه ۲۰۰۵       |
| ۱۶۸۰۳۷ | 2005 JQ157    | ۴ مه ۲۰۰۵       |
| ۱۶۸۰۳۸ | 2005 JC178    | ۱۰ مه ۲۰۰۵      |
| ۱۶۸۰۳۹ | 2005 LR1      | ۱ ژوئن ۲۰۰۵     |
| ۱۶۸۰۴۰ | 2005 LT51     | ۱۴ ژوئن ۲۰۰۵    |
| ۱۶۸۰۴۱ | 2005 MH18     | ۲۸ ژوئن ۲۰۰۵    |
| ۱۶۸۰۴۲ | 2005 MN23     | ۲۴ ژوئن ۲۰۰۵    |
| ۱۶۸۰۴۳ | 2005 NW70     | ۵ ژوئیه ۲۰۰۵    |
| ۱۶۸۰۴۳ | 2005 SG       | ۲۱ سپتامبر ۲۰۰۵ |
| ۱۶۸۰۴۵ | 2005 YX214    | ۳۰ دسامبر ۲۰۰۵  |
| ۱۶۸۰۴۶ | 2006 AQ1      | ۲ ژانویه ۲۰۰۶   |
| ۱۶۸۰۴۷ | 2006 BV5      | ۲۲ ژانویه ۲۰۰۶  |
| ۱۶۸۰۴۸ | 2006 BG34     | ۲۱ ژانویه ۲۰۰۶  |
| ۱۶۸۰۴۹ | 2006 BH41     | ۲۲ ژانویه ۲۰۰۶  |
| ۱۶۸۰۵۰ | 2006 BD56     | ۲۶ ژانویه ۲۰۰۶  |
| ۱۶۸۰۵۱ | 2006 BM81     | ۲۳ ژانویه ۲۰۰۶  |
| ۱۶۸۰۵۲ | 2006 BQ95     | ۲۶ ژانویه ۲۰۰۶  |
| ۱۶۸۰۵۳ | 2006 BT95     | ۲۶ ژانویه ۲۰۰۶  |
| ۱۶۸۰۵۴ | 2006 BQ102    | ۲۳ ژانویه ۲۰۰۶  |
| ۱۶۸۰۵۵ | 2006 BD124    | ۲۶ ژانویه ۲۰۰۶  |
| ۱۶۸۰۵۶ | 2006 BD157    | ۲۵ ژانویه ۲۰۰۶  |
| ۱۶۸۰۵۷ | 2006 BA167    | ۲۶ ژانویه ۲۰۰۶  |
| ۱۶۸۰۵۸ | 2006 BL199    | ۳۰ ژانویه ۲۰۰۶  |
| ۱۶۸۰۵۹ | 2006 BW250    | ۳۱ ژانویه ۲۰۰۶  |
| ۱۶۸۰۶۰ | 2006 BM254    | ۳۱ ژانویه ۲۰۰۶  |
| ۱۶۸۰۶۱ | 2006 BJ256    | ۳۱ ژانویه ۲۰۰۶  |
| ۱۶۸۰۶۲ | 2006 BB266    | ۳۱ ژانویه ۲۰۰۶  |
| ۱۶۸۰۶۳ | 2006 BH266    | ۳۱ ژانویه ۲۰۰۶  |
| ۱۶۸۰۶۴ | 2006 BL266    | ۳۱ ژانویه ۲۰۰۶  |
| ۱۶۸۰۶۵ | 2006 BM266    | ۳۱ ژانویه ۲۰۰۶  |
| ۱۶۸۰۶۶ | 2006 BO269    | ۲۸ ژانویه ۲۰۰۶  |
| ۱۶۸۰۶۷ | 2006 CO7      | ۱ فوریه ۲۰۰۶    |
| ۱۶۸۰۶۸ | 2006 CC23     | ۱ فوریه ۲۰۰۶    |
| ۱۶۸۰۶۹ | 2006 CT38     | ۲ فوریه ۲۰۰۶    |
| ۱۶۸۰۷۰ | 2006 CK41     | ۲ فوریه ۲۰۰۶    |
| ۱۶۸۰۷۱ | 2006 CW43     | ۲ فوریه ۲۰۰۶    |
| ۱۶۸۰۷۲ | 2006 DU4      | ۲۰ فوریه ۲۰۰۶   |
| ۱۶۸۰۷۳ | 2006 DW6      | ۲۰ فوریه ۲۰۰۶   |
| ۱۶۸۰۷۴ | 2006 DL19     | ۲۰ فوریه ۲۰۰۶   |
| ۱۶۸۰۷۵ | 2006 DZ21     | ۲۰ فوریه ۲۰۰۶   |
| ۱۶۸۰۷۶ | 2006 DP22     | ۲۰ فوریه ۲۰۰۶   |
| ۱۶۸۰۷۷ | 2006 DG23     | ۲۰ فوریه ۲۰۰۶   |
| ۱۶۸۰۷۸ | 2006 DX27     | ۲۰ فوریه ۲۰۰۶   |
| ۱۶۸۰۷۹ | 2006 DE46     | ۲۰ فوریه ۲۰۰۶   |
| ۱۶۸۰۸۰ | 2006 DR58     | ۲۴ فوریه ۲۰۰۶   |
| ۱۶۸۰۸۱ | 2006 DB59     | ۲۴ فوریه ۲۰۰۶   |
| ۱۶۸۰۸۲ | 2006 DJ60     | ۲۴ فوریه ۲۰۰۶   |
| ۱۶۸۰۸۳ | 2006 DE62     | ۲۲ فوریه ۲۰۰۶   |
| ۱۶۸۰۸۴ | 2006 DC68     | ۲۴ فوریه ۲۰۰۶   |
| ۱۶۸۰۸۵ | 2006 DC70     | ۲۰ فوریه ۲۰۰۶   |
| ۱۶۸۰۸۶ | 2006 DF70     | ۲۰ فوریه ۲۰۰۶   |
| ۱۶۸۰۸۷ | 2006 DW75     | ۲۴ فوریه ۲۰۰۶   |
| ۱۶۸۰۸۸ | 2006 DY79     | ۲۴ فوریه ۲۰۰۶   |
| ۱۶۸۰۸۹ | 2006 DM84     | ۲۴ فوریه ۲۰۰۶   |
| ۱۶۸۰۹۰ | 2006 DO96     | ۲۴ فوریه ۲۰۰۶   |
| ۱۶۸۰۹۱ | 2006 DY97     | ۲۴ فوریه ۲۰۰۶   |
| ۱۶۸۰۹۲ | 2006 DM102    | ۲۵ فوریه ۲۰۰۶   |
| ۱۶۸۰۹۳ | 2006 DT103    | ۲۵ فوریه ۲۰۰۶   |
| ۱۶۸۰۹۴ | 2006 DB118    | ۲۷ فوریه ۲۰۰۶   |
| ۱۶۸۰۹۵ | 2006 DD123    | ۲۴ فوریه ۲۰۰۶   |
| ۱۶۸۰۹۶ | 2006 DU141    | ۲۵ فوریه ۲۰۰۶   |
| ۱۶۸۰۹۷ | 2006 DL192    | ۲۷ فوریه ۲۰۰۶   |
| ۱۶۸۰۹۸ | 2006 DO199    | ۲۳ فوریه ۲۰۰۶   |
| ۱۶۸۰۹۹ | 2006 DQ208    | ۲۵ فوریه ۲۰۰۶   |
| ۱۶۸۱۰۰ | 2006 DD210    | ۲۰ فوریه ۲۰۰۶   |
| ۱۶۸۱۰۱ | 2006 DJ210    | ۲۰ فوریه ۲۰۰۶   |
| ۱۶۸۱۰۲ | 2006 DB212    | ۲۵ فوریه ۲۰۰۶   |
| ۱۶۸۱۰۳ | 2006 DS212    | ۲۷ فوریه ۲۰۰۶   |
| ۱۶۸۱۰۴ | 2006 EQ8      | ۲ مارس ۲۰۰۶     |
| ۱۶۸۱۰۵ | 2006 EJ19     | ۲ مارس ۲۰۰۶     |
| ۱۶۸۱۰۶ | 2006 EK41     | ۴ مارس ۲۰۰۶     |
| ۱۶۸۱۰۷ | 2006 EQ41     | ۴ مارس ۲۰۰۶     |
| ۱۶۸۱۰۸ | 2006 EM51     | ۴ مارس ۲۰۰۶     |
| ۱۶۸۱۰۹ | 2006 EN53     | ۲ مارس ۲۰۰۶     |
| ۱۶۸۱۱۰ | 2006 EE61     | ۵ مارس ۲۰۰۶     |
| ۱۶۸۱۱۱ | 2006 EZ62     | ۵ مارس ۲۰۰۶     |
| ۱۶۸۱۱۱ | 2006 FG       | ۱۹ مارس ۲۰۰۶    |
| ۱۶۸۱۱۳ | 2006 FB3      | ۲۳ مارس ۲۰۰۶    |
| ۱۶۸۱۱۴ | 2006 FU8      | ۲۳ مارس ۲۰۰۶    |
| ۱۶۸۱۱۵ | 2006 FQ9      | ۲۴ مارس ۲۰۰۶    |
| ۱۶۸۱۱۶ | 2006 FL11     | ۲۳ مارس ۲۰۰۶    |
| ۱۶۸۱۱۷ | 2006 FW11     | ۲۳ مارس ۲۰۰۶    |
| ۱۶۸۱۱۸ | 2006 FS23     | ۲۴ مارس ۲۰۰۶    |
| ۱۶۸۱۱۹ | 2006 FZ27     | ۲۴ مارس ۲۰۰۶    |
| ۱۶۸۱۲۰ | 2006 FM30     | ۲۵ مارس ۲۰۰۶    |
| ۱۶۸۱۲۱ | 2006 FN32     | ۲۵ مارس ۲۰۰۶    |
| ۱۶۸۱۲۲ | 2006 FV34     | ۲۵ مارس ۲۰۰۶    |
| ۱۶۸۱۲۳ | 2006 FP37     | ۲۴ مارس ۲۰۰۶    |
| ۱۶۸۱۲۴ | 2006 FL44     | ۲۳ مارس ۲۰۰۶    |
| ۱۶۸۱۲۵ | 2006 FS44     | ۲۴ مارس ۲۰۰۶    |
| ۱۶۸۱۲۶ | Chengbruce    | ۱ آوریل ۲۰۰۶    |
| ۱۶۸۱۲۷ | 2006 GC3      | ۶ آوریل ۲۰۰۶    |
| ۱۶۸۱۲۸ | 2006 GO7      | ۲ آوریل ۲۰۰۶    |
| ۱۶۸۱۲۹ | 2006 GS19     | ۲ آوریل ۲۰۰۶    |
| ۱۶۸۱۳۰ | 2006 GD28     | ۲ آوریل ۲۰۰۶    |
| ۱۶۸۱۳۱ | 2006 GZ31     | ۶ آوریل ۲۰۰۶    |
| ۱۶۸۱۳۲ | 2006 GG32     | ۶ آوریل ۲۰۰۶    |
| ۱۶۸۱۳۳ | 2006 GE37     | ۸ آوریل ۲۰۰۶    |
| ۱۶۸۱۳۴ | 2006 GP37     | ۹ آوریل ۲۰۰۶    |
| ۱۶۸۱۳۵ | 2006 GU38     | ۶ آوریل ۲۰۰۶    |
| ۱۶۸۱۳۶ | 2006 GP41     | ۷ آوریل ۲۰۰۶    |
| ۱۶۸۱۳۷ | 2006 GD42     | ۹ آوریل ۲۰۰۶    |
| ۱۶۸۱۳۸ | 2006 GW49     | ۷ آوریل ۲۰۰۶    |
| ۱۶۸۱۳۹ | 2006 GA50     | ۷ آوریل ۲۰۰۶    |
| ۱۶۸۱۴۰ | 2006 GB52     | ۸ آوریل ۲۰۰۶    |
| ۱۶۸۱۴۰ | 2006 HL       | ۱۸ آوریل ۲۰۰۶   |
| ۱۶۸۱۴۲ | 2006 HB3      | ۱۸ آوریل ۲۰۰۶   |
| ۱۶۸۱۴۳ | 2006 HX7      | ۱۸ آوریل ۲۰۰۶   |
| ۱۶۸۱۴۴ | 2006 HP8      | ۱۹ آوریل ۲۰۰۶   |
| ۱۶۸۱۴۵ | 2006 HA24     | ۲۰ آوریل ۲۰۰۶   |
| ۱۶۸۱۴۶ | 2006 HY24     | ۲۰ آوریل ۲۰۰۶   |
| ۱۶۸۱۴۷ | 2006 HV27     | ۲۰ آوریل ۲۰۰۶   |
| ۱۶۸۱۴۸ | 2006 HP30     | ۲۵ آوریل ۲۰۰۶   |
| ۱۶۸۱۴۹ | 2006 HH31     | ۱۸ آوریل ۲۰۰۶   |
| ۱۶۸۱۵۰ | 2006 HA33     | ۱۹ آوریل ۲۰۰۶   |
| ۱۶۸۱۵۱ | 2006 HC35     | ۱۹ آوریل ۲۰۰۶   |
| ۱۶۸۱۵۲ | 2006 HO40     | ۲۱ آوریل ۲۰۰۶   |
| ۱۶۸۱۵۳ | 2006 HJ42     | ۲۳ آوریل ۲۰۰۶   |
| ۱۶۸۱۵۴ | 2006 HM42     | ۲۳ آوریل ۲۰۰۶   |
| ۱۶۸۱۵۵ | 2006 HY46     | ۲۰ آوریل ۲۰۰۶   |
| ۱۶۸۱۵۶ | 2006 HZ46     | ۲۰ آوریل ۲۰۰۶   |
| ۱۶۸۱۵۷ | 2006 HE47     | ۲۰ آوریل ۲۰۰۶   |
| ۱۶۸۱۵۸ | 2006 HQ49     | ۲۵ آوریل ۲۰۰۶   |
| ۱۶۸۱۵۹ | 2006 HH52     | ۱۸ آوریل ۲۰۰۶   |
| ۱۶۸۱۶۰ | 2006 HB55     | ۲۱ آوریل ۲۰۰۶   |
| ۱۶۸۱۶۱ | 2006 HE57     | ۲۴ آوریل ۲۰۰۶   |
| ۱۶۸۱۶۲ | 2006 HK57     | ۲۴ آوریل ۲۰۰۶   |
| ۱۶۸۱۶۳ | 2006 HW59     | ۲۴ آوریل ۲۰۰۶   |
| ۱۶۸۱۶۴ | 2006 HV60     | ۲۷ آوریل ۲۰۰۶   |
| ۱۶۸۱۶۵ | 2006 HA61     | ۲۸ آوریل ۲۰۰۶   |
| ۱۶۸۱۶۶ | 2006 HT63     | ۲۴ آوریل ۲۰۰۶   |
| ۱۶۸۱۶۷ | 2006 HU63     | ۲۴ آوریل ۲۰۰۶   |
| ۱۶۸۱۶۸ | 2006 HD69     | ۲۴ آوریل ۲۰۰۶   |
| ۱۶۸۱۶۹ | 2006 HP69     | ۲۴ آوریل ۲۰۰۶   |
| ۱۶۸۱۷۰ | 2006 HX76     | ۲۵ آوریل ۲۰۰۶   |
| ۱۶۸۱۷۱ | 2006 HM77     | ۲۵ آوریل ۲۰۰۶   |
| ۱۶۸۱۷۲ | 2006 HE80     | ۲۶ آوریل ۲۰۰۶   |
| ۱۶۸۱۷۳ | 2006 HF82     | ۲۶ آوریل ۲۰۰۶   |
| ۱۶۸۱۷۴ | 2006 HG82     | ۲۶ آوریل ۲۰۰۶   |
| ۱۶۸۱۷۵ | 2006 HP83     | ۲۶ آوریل ۲۰۰۶   |
| ۱۶۸۱۷۶ | 2006 HS83     | ۲۶ آوریل ۲۰۰۶   |
| ۱۶۸۱۷۷ | 2006 HU83     | ۲۶ آوریل ۲۰۰۶   |
| ۱۶۸۱۷۸ | 2006 HN84     | ۲۶ آوریل ۲۰۰۶   |
| ۱۶۸۱۷۹ | 2006 HT85     | ۲۷ آوریل ۲۰۰۶   |
| ۱۶۸۱۸۰ | 2006 HV88     | ۳۰ آوریل ۲۰۰۶   |
| ۱۶۸۱۸۱ | 2006 HQ90     | ۲۶ آوریل ۲۰۰۶   |
| ۱۶۸۱۸۲ | 2006 HS90     | ۲۶ آوریل ۲۰۰۶   |
| ۱۶۸۱۸۳ | 2006 HT96     | ۳۰ آوریل ۲۰۰۶   |
| ۱۶۸۱۸۴ | 2006 HH102    | ۳۰ آوریل ۲۰۰۶   |
| ۱۶۸۱۸۵ | 2006 HV102    | ۳۰ آوریل ۲۰۰۶   |
| ۱۶۸۱۸۶ | 2006 HX108    | ۳۰ آوریل ۲۰۰۶   |
| ۱۶۸۱۸۷ | 2006 HG114    | ۲۵ آوریل ۲۰۰۶   |
| ۱۶۸۱۸۸ | 2006 HN115    | ۲۶ آوریل ۲۰۰۶   |
| ۱۶۸۱۸۹ | 2006 HF117    | ۲۶ آوریل ۲۰۰۶   |
| ۱۶۸۱۹۰ | 2006 HA121    | ۳۰ آوریل ۲۰۰۶   |
| ۱۶۸۱۹۱ | 2006 HQ152    | ۳۰ آوریل ۲۰۰۶   |
| ۱۶۸۱۹۱ | 2006 JZ       | ۳ مه ۲۰۰۶       |
| ۱۶۸۱۹۳ | 2006 JH1      | ۱ مه ۲۰۰۶       |
| ۱۶۸۱۹۴ | 2006 JT1      | ۱ مه ۲۰۰۶       |
| ۱۶۸۱۹۵ | 2006 JZ1      | ۱ مه ۲۰۰۶       |
| ۱۶۸۱۹۶ | 2006 JL5      | ۳ مه ۲۰۰۶       |
| ۱۶۸۱۹۷ | 2006 JV10     | ۱ مه ۲۰۰۶       |
| ۱۶۸۱۹۸ | 2006 JR17     | ۲ مه ۲۰۰۶       |
| ۱۶۸۱۹۹ | 2006 JY18     | ۲ مه ۲۰۰۶       |
| ۱۶۸۲۰۰ | 2006 JZ19     | ۲ مه ۲۰۰۶       |
| ۱۶۸۲۰۱ | 2006 JJ23     | ۳ مه ۲۰۰۶       |
| ۱۶۸۲۰۲ | 2006 JP26     | ۵ مه ۲۰۰۶       |
| ۱۶۸۲۰۳ | 2006 JB27     | ۵ مه ۲۰۰۶       |
| ۱۶۸۲۰۴ | 2006 JP27     | ۱ مه ۲۰۰۶       |
| ۱۶۸۲۰۵ | 2006 JE28     | ۳ مه ۲۰۰۶       |
| ۱۶۸۲۰۶ | 2006 JH29     | ۳ مه ۲۰۰۶       |
| ۱۶۸۲۰۷ | 2006 JK29     | ۳ مه ۲۰۰۶       |
| ۱۶۸۲۰۸ | 2006 JH30     | ۳ مه ۲۰۰۶       |
| ۱۶۸۲۰۹ | 2006 JP30     | ۳ مه ۲۰۰۶       |
| ۱۶۸۲۱۰ | 2006 JW37     | ۵ مه ۲۰۰۶       |
| ۱۶۸۲۱۱ | 2006 JF39     | ۶ مه ۲۰۰۶       |
| ۱۶۸۲۱۲ | 2006 JJ43     | ۵ مه ۲۰۰۶       |
| ۱۶۸۲۱۳ | 2006 JE45     | ۷ مه ۲۰۰۶       |
| ۱۶۸۲۱۴ | 2006 JO46     | ۷ مه ۲۰۰۶       |
| ۱۶۸۲۱۵ | 2006 JF47     | ۱۰ مه ۲۰۰۶      |
| ۱۶۸۲۱۶ | 2006 JS48     | ۸ مه ۲۰۰۶       |
| ۱۶۸۲۱۷ | 2006 JH53     | ۶ مه ۲۰۰۶       |
| ۱۶۸۲۱۸ | 2006 JV54     | ۸ مه ۲۰۰۶       |
| ۱۶۸۲۱۹ | 2006 JK55     | ۹ مه ۲۰۰۶       |
| ۱۶۸۲۲۰ | 2006 JQ57     | ۸ مه ۲۰۰۶       |
| ۱۶۸۲۲۱ | 2006 JO60     | ۱ مه ۲۰۰۶       |
| ۱۶۸۲۲۱ | 2006 KU       | ۱۸ مه ۲۰۰۶      |
| ۱۶۸۲۲۳ | 2006 KY1      | ۱۶ مه ۲۰۰۶      |
| ۱۶۸۲۲۴ | 2006 KA7      | ۱۹ مه ۲۰۰۶      |
| ۱۶۸۲۲۵ | 2006 KV10     | ۱۹ مه ۲۰۰۶      |
| ۱۶۸۲۲۶ | 2006 KH15     | ۲۰ مه ۲۰۰۶      |
| ۱۶۸۲۲۷ | 2006 KQ27     | ۲۰ مه ۲۰۰۶      |
| ۱۶۸۲۲۸ | 2006 KA32     | ۲۰ مه ۲۰۰۶      |
| ۱۶۸۲۲۹ | 2006 KH35     | ۲۰ مه ۲۰۰۶      |
| ۱۶۸۲۳۰ | 2006 KV39     | ۲۳ مه ۲۰۰۶      |
| ۱۶۸۲۳۱ | 2006 KK40     | ۱۸ مه ۲۰۰۶      |
| ۱۶۸۲۳۲ | 2006 KO41     | ۱۹ مه ۲۰۰۶      |
| ۱۶۸۲۳۳ | 2006 KC44     | ۲۱ مه ۲۰۰۶      |
| ۱۶۸۲۳۴ | 2006 KX67     | ۲۵ مه ۲۰۰۶      |
| ۱۶۸۲۳۵ | 2006 KZ72     | ۲۳ مه ۲۰۰۶      |
| ۱۶۸۲۳۶ | 2006 KA80     | ۲۵ مه ۲۰۰۶      |
| ۱۶۸۲۳۷ | 2006 KH80     | ۲۵ مه ۲۰۰۶      |
| ۱۶۸۲۳۸ | 2006 KM80     | ۲۵ مه ۲۰۰۶      |
| ۱۶۸۲۳۹ | 2006 KK82     | ۲۵ مه ۲۰۰۶      |
| ۱۶۸۲۴۰ | 2006 KW84     | ۲۴ مه ۲۰۰۶      |
| ۱۶۸۲۴۱ | 2006 KD86     | ۲۱ مه ۲۰۰۶      |
| ۱۶۸۲۴۲ | 2006 KO86     | ۲۴ مه ۲۰۰۶      |
| ۱۶۸۲۴۳ | 2006 KB90     | ۲۲ مه ۲۰۰۶      |
| ۱۶۸۲۴۴ | 2006 KW98     | ۲۶ مه ۲۰۰۶      |
| ۱۶۸۲۴۵ | 2006 KX98     | ۲۶ مه ۲۰۰۶      |
| ۱۶۸۲۴۶ | 2006 KF101    | ۲۵ مه ۲۰۰۶      |
| ۱۶۸۲۴۷ | 2006 KA102    | ۲۷ مه ۲۰۰۶      |
| ۱۶۸۲۴۸ | 2006 KC103    | ۲۹ مه ۲۰۰۶      |
| ۱۶۸۲۴۹ | 2006 KF105    | ۲۸ مه ۲۰۰۶      |
| ۱۶۸۲۵۰ | 2006 KU109    | ۳۱ مه ۲۰۰۶      |
| ۱۶۸۲۵۱ | 2006 KY121    | ۳۰ مه ۲۰۰۶      |
| ۱۶۸۲۵۲ | 2006 LA1      | ۲ ژوئن ۲۰۰۶     |
| ۱۶۸۲۵۳ | 2006 LZ2      | ۱۴ ژوئن ۲۰۰۶    |
| ۱۶۸۲۵۴ | 2006 LY3      | ۱۵ ژوئن ۲۰۰۶    |
| ۱۶۸۲۵۵ | 2006 LO7      | ۶ ژوئن ۲۰۰۶     |
| ۱۶۸۲۵۵ | 2006 MY       | ۱۶ ژوئن ۲۰۰۶    |
| ۱۶۸۲۵۷ | 2006 MF1      | ۱۶ ژوئن ۲۰۰۶    |
| ۱۶۸۲۵۸ | 2006 MO3      | ۱۶ ژوئن ۲۰۰۶    |
| ۱۶۸۲۵۹ | 2006 MM9      | ۱۹ ژوئن ۲۰۰۶    |
| ۱۶۸۲۵۹ | 2006 NT       | ۲ ژوئیه ۲۰۰۶    |
| ۱۶۸۲۶۱ | 2006 PW3      | ۱۵ اوت ۲۰۰۶     |
| ۱۶۸۲۶۲ | 2006 PJ27     | ۱۲ اوت ۲۰۰۶     |
| ۱۶۸۲۶۳ | 2006 PX36     | ۱۲ اوت ۲۰۰۶     |
| ۱۶۸۲۶۴ | 2006 PO37     | ۱۳ اوت ۲۰۰۶     |
| ۱۶۸۲۶۵ | 2006 QH37     | ۱۶ اوت ۲۰۰۶     |
| ۱۶۸۲۶۶ | 2006 QJ46     | ۲۰ اوت ۲۰۰۶     |
| ۱۶۸۲۶۷ | 2006 SA353    | ۳۰ سپتامبر ۲۰۰۶ |
| ۱۶۸۲۶۸ | 2007 PQ1      | ۵ اوت ۲۰۰۷      |
| ۱۶۸۲۶۹ | 2007 PS1      | ۵ اوت ۲۰۰۷      |
| ۱۶۸۲۷۰ | 2007 PY1      | ۶ اوت ۲۰۰۷      |
| ۱۶۸۲۷۱ | 2007 PE6      | ۸ اوت ۲۰۰۷      |
| ۱۶۸۲۷۲ | 2007 PY7      | ۱۰ اوت ۲۰۰۷     |
| ۱۶۸۲۷۳ | 2007 PJ16     | ۸ اوت ۲۰۰۷      |
| ۱۶۸۲۷۴ | 2007 PU16     | ۸ اوت ۲۰۰۷      |
| ۱۶۸۲۷۵ | 2007 PZ16     | ۸ اوت ۲۰۰۷      |
| ۱۶۸۲۷۶ | 2007 PS17     | ۹ اوت ۲۰۰۷      |
| ۱۶۸۲۷۷ | 2007 PP21     | ۹ اوت ۲۰۰۷      |
| ۱۶۸۲۷۸ | 2007 PJ29     | ۹ اوت ۲۰۰۷      |
| ۱۶۸۲۷۹ | 2007 PV32     | ۹ اوت ۲۰۰۷      |
| ۱۶۸۲۸۰ | 2007 QR5      | ۱۸ اوت ۲۰۰۷     |
| ۱۶۸۲۸۱ | 2007 QM8      | ۲۱ اوت ۲۰۰۷     |
| ۱۶۸۲۸۲ | 2007 QU9      | ۲۲ اوت ۲۰۰۷     |
| ۱۶۸۲۸۳ | 2007 RR23     | ۳ سپتامبر ۲۰۰۷  |
| ۱۶۸۲۸۴ | 2007 RT36     | ۸ سپتامبر ۲۰۰۷  |
| ۱۶۸۲۸۵ | 2007 RZ77     | ۱۰ سپتامبر ۲۰۰۷ |
| ۱۶۸۲۸۶ | 2007 RJ117    | ۱۱ سپتامبر ۲۰۰۷ |
| ۱۶۸۲۸۷ | 2007 RG145    | ۱۴ سپتامبر ۲۰۰۷ |
| ۱۶۸۲۸۸ | 2007 RO210    | ۱۱ سپتامبر ۲۰۰۷ |
| ۱۶۸۲۸۸ | 2007 SD       | ۱۷ سپتامبر ۲۰۰۷ |
| ۱۶۸۲۸۸ | 2045 P-L      | ۲۴ سپتامبر ۱۹۶۰ |
| ۱۶۸۲۸۸ | 3041 P-L      | ۲۴ سپتامبر ۱۹۶۰ |
| ۱۶۸۲۸۸ | 4267 P-L      | ۲۵ سپتامبر ۱۹۶۰ |
| ۱۶۸۲۸۸ | 4724 P-L      | ۲۴ سپتامبر ۱۹۶۰ |
| ۱۶۸۲۸۸ | 4883 P-L      | ۲۴ سپتامبر ۱۹۶۰ |
| ۱۶۸۲۸۸ | 6280 P-L      | ۲۴ سپتامبر ۱۹۶۰ |
| ۱۶۸۲۸۸ | 6740 P-L      | ۲۴ سپتامبر ۱۹۶۰ |
| ۱۶۸۲۸۸ | 7575 P-L      | ۱۷ اکتبر ۱۹۶۰   |
| ۱۶۸۲۹۸ | 3230 T-1      | ۲۶ مارس ۱۹۷۱    |
| ۱۶۸۲۹۹ | 1048 T-2      | ۲۹ سپتامبر ۱۹۷۳ |
| ۱۶۸۳۰۰ | 1217 T-2      | ۲۹ سپتامبر ۱۹۷۳ |
| ۱۶۸۳۰۱ | 1315 T-2      | ۲۹ سپتامبر ۱۹۷۳ |
| ۱۶۸۳۰۲ | 1428 T-2      | ۲۹ سپتامبر ۱۹۷۳ |
| ۱۶۸۳۰۳ | 2223 T-2      | ۲۹ سپتامبر ۱۹۷۳ |
| ۱۶۸۳۰۴ | 3125 T-2      | ۳۰ سپتامبر ۱۹۷۳ |
| ۱۶۸۳۰۵ | 3205 T-2      | ۳۰ سپتامبر ۱۹۷۳ |
| ۱۶۸۳۰۶ | 4255 T-2      | ۲۹ سپتامبر ۱۹۷۳ |
| ۱۶۸۳۰۷ | 1206 T-3      | ۱۷ اکتبر ۱۹۷۷   |
| ۱۶۸۳۰۸ | 1216 T-3      | ۱۷ اکتبر ۱۹۷۷   |
| ۱۶۸۳۰۹ | 2167 T-3      | ۱۶ اکتبر ۱۹۷۷   |
| ۱۶۸۳۱۰ | 2316 T-3      | ۱۶ اکتبر ۱۹۷۷   |
| ۱۶۸۳۱۱ | 3312 T-3      | ۱۶ اکتبر ۱۹۷۷   |
| ۱۶۸۳۱۲ | 3396 T-3      | ۱۶ اکتبر ۱۹۷۷   |
| ۱۶۸۳۱۳ | 5009 T-3      | ۱۶ اکتبر ۱۹۷۷   |
| ۱۶۸۳۱۴ | 1981 EW6      | ۶ مارس ۱۹۸۱     |
| ۱۶۸۳۱۵ | 1982 RA1      | ۱۳ سپتامبر ۱۹۸۲ |
| ۱۶۸۳۱۵ | 1982 WD       | ۲۵ نوامبر ۱۹۸۲  |
| ۱۶۸۳۱۷ | 1988 RY4      | ۲ سپتامبر ۱۹۸۸  |
| ۱۶۸۳۱۷ | 1989 DA       | ۲۷ فوریه ۱۹۸۹   |
| ۱۶۸۳۱۹ | 1990 RW2      | ۱۵ سپتامبر ۱۹۹۰ |
| ۱۶۸۳۲۰ | 1990 WG5      | ۱۶ نوامبر ۱۹۹۰  |
| ۱۶۸۳۲۱ | Josephschmidt | ۱۲ سپتامبر ۱۹۹۱ |
| ۱۶۸۳۲۲ | 1992 EX7      | ۲ مارس ۱۹۹۲     |
| ۱۶۸۳۲۳ | 1992 ED23     | ۱ مارس ۱۹۹۲     |
| ۱۶۸۳۲۴ | 1993 FA19     | ۱۷ مارس ۱۹۹۳    |
| ۱۶۸۳۲۵ | 1993 FT27     | ۲۱ مارس ۱۹۹۳    |
| ۱۶۸۳۲۶ | 1993 FJ59     | ۱۹ مارس ۱۹۹۳    |
| ۱۶۸۳۲۷ | 1993 FZ60     | ۱۹ مارس ۱۹۹۳    |
| ۱۶۸۳۲۸ | 1993 NX1      | ۱۲ ژوئیه ۱۹۹۳   |
| ۱۶۸۳۲۹ | 1993 TN6      | ۹ اکتبر ۱۹۹۳    |
| ۱۶۸۳۳۰ | 1993 TZ7      | ۱۰ اکتبر ۱۹۹۳   |
| ۱۶۸۳۳۱ | 1993 TA8      | ۱۰ اکتبر ۱۹۹۳   |
| ۱۶۸۳۳۲ | 1993 TC28     | ۹ اکتبر ۱۹۹۳    |
| ۱۶۸۳۳۳ | 1994 CU17     | ۸ فوریه ۱۹۹۴    |
| ۱۶۸۳۳۴ | 1994 PQ1      | ۱۲ اوت ۱۹۹۴     |
| ۱۶۸۳۳۵ | 1994 PW24     | ۱۲ اوت ۱۹۹۴     |
| ۱۶۸۳۳۶ | 1994 PV28     | ۱۲ اوت ۱۹۹۴     |
| ۱۶۸۳۳۷ | 1994 SK1      | ۲۷ سپتامبر ۱۹۹۴ |
| ۱۶۸۳۳۸ | 1994 UW10     | ۲۹ اکتبر ۱۹۹۴   |
| ۱۶۸۳۳۹ | 1995 FS8      | ۲۶ مارس ۱۹۹۵    |
| ۱۶۸۳۴۰ | 1995 JE1      | ۴ مه ۱۹۹۵       |
| ۱۶۸۳۴۱ | 1995 MT1      | ۲۳ ژوئن ۱۹۹۵    |
| ۱۶۸۳۴۲ | 1995 MG4      | ۲۹ ژوئن ۱۹۹۵    |
| ۱۶۸۳۴۳ | 1995 OJ2      | ۲۲ ژوئیه ۱۹۹۵   |
| ۱۶۸۳۴۴ | 1995 OD14     | ۲۳ ژوئیه ۱۹۹۵   |
| ۱۶۸۳۴۵ | 1995 SR30     | ۲۰ سپتامبر ۱۹۹۵ |
| ۱۶۸۳۴۶ | 1995 SH89     | ۲۹ سپتامبر ۱۹۹۵ |
| ۱۶۸۳۴۷ | 1995 UG13     | ۱۷ اکتبر ۱۹۹۵   |
| ۱۶۸۳۴۸ | 1995 UZ18     | ۱۹ اکتبر ۱۹۹۵   |
| ۱۶۸۳۴۹ | 1995 UZ30     | ۲۰ اکتبر ۱۹۹۵   |
| ۱۶۸۳۵۰ | 1995 UX42     | ۲۴ اکتبر ۱۹۹۵   |
| ۱۶۸۳۵۱ | 1995 UY51     | ۲۰ اکتبر ۱۹۹۵   |
| ۱۶۸۳۵۲ | 1995 VV3      | ۱۴ نوامبر ۱۹۹۵  |
| ۱۶۸۳۵۳ | 1995 VQ5      | ۱۴ نوامبر ۱۹۹۵  |
| ۱۶۸۳۵۴ | 1996 AE6      | ۱۲ ژانویه ۱۹۹۶  |
| ۱۶۸۳۵۵ | 1996 AU8      | ۱۳ ژانویه ۱۹۹۶  |
| ۱۶۸۳۵۶ | 1996 AF15     | ۱۲ ژانویه ۱۹۹۶  |
| ۱۶۸۳۵۷ | 1996 CF2      | ۱۵ فوریه ۱۹۹۶   |
| ۱۶۸۳۵۸ | Casca         | ۲۴ فوریه ۱۹۹۶   |
| ۱۶۸۳۵۹ | 1996 DH3      | ۲۹ فوریه ۱۹۹۶   |
| ۱۶۸۳۵۹ | 1996 PC       | ۶ اوت ۱۹۹۶      |
| ۱۶۸۳۶۱ | 1996 RB18     | ۱۴ سپتامبر ۱۹۹۶ |
| ۱۶۸۳۶۲ | 1996 RV28     | ۱۱ سپتامبر ۱۹۹۶ |
| ۱۶۸۳۶۳ | 1996 TG18     | ۴ اکتبر ۱۹۹۶    |
| ۱۶۸۳۶۴ | 1996 TZ19     | ۵ اکتبر ۱۹۹۶    |
| ۱۶۸۳۶۵ | 1996 TT25     | ۶ اکتبر ۱۹۹۶    |
| ۱۶۸۳۶۶ | 1996 TC42     | ۸ اکتبر ۱۹۹۶    |
| ۱۶۸۳۶۷ | 1996 UT4      | ۱۸ اکتبر ۱۹۹۶   |
| ۱۶۸۳۶۸ | 1996 WU3      | ۱۸ نوامبر ۱۹۹۶  |
| ۱۶۸۳۶۹ | 1996 XP6      | ۱ دسامبر ۱۹۹۶   |
| ۱۶۸۳۷۰ | 1996 XA17     | ۴ دسامبر ۱۹۹۶   |
| ۱۶۸۳۷۱ | 1996 XF20     | ۴ دسامبر ۱۹۹۶   |
| ۱۶۸۳۷۲ | 1996 XV22     | ۱۲ دسامبر ۱۹۹۶  |
| ۱۶۸۳۷۳ | 1997 CC11     | ۳ فوریه ۱۹۹۷    |
| ۱۶۸۳۷۴ | 1997 CH23     | ۴ فوریه ۱۹۹۷    |
| ۱۶۸۳۷۵ | 1997 EE1      | ۳ مارس ۱۹۹۷     |
| ۱۶۸۳۷۶ | 1997 EK15     | ۴ مارس ۱۹۹۷     |
| ۱۶۸۳۷۷ | 1997 EY16     | ۸ مارس ۱۹۹۷     |
| ۱۶۸۳۷۸ | 1997 ET30     | ۱۲ مارس ۱۹۹۷    |
| ۱۶۸۳۷۹ | 1997 GB15     | ۳ آوریل ۱۹۹۷    |
| ۱۶۸۳۸۰ | 1997 HX16     | ۳۰ آوریل ۱۹۹۷   |
| ۱۶۸۳۸۱ | 1997 LY4      | ۱۰ ژوئن ۱۹۹۷    |
| ۱۶۸۳۸۲ | 1997 MC6      | ۲۶ ژوئن ۱۹۹۷    |
| ۱۶۸۳۸۳ | 1997 MG8      | ۲۹ ژوئن ۱۹۹۷    |
| ۱۶۸۳۸۴ | 1997 NP3      | ۶ ژوئیه ۱۹۹۷    |
| ۱۶۸۳۸۵ | 1997 RH4      | ۵ سپتامبر ۱۹۹۷  |
| ۱۶۸۳۸۶ | 1997 SR23     | ۲۹ سپتامبر ۱۹۹۷ |
| ۱۶۸۳۸۷ | 1997 SJ30     | ۳۰ سپتامبر ۱۹۹۷ |
| ۱۶۸۳۸۸ | 1997 TF5      | ۱ اکتبر ۱۹۹۷    |
| ۱۶۸۳۸۹ | 1997 TC12     | ۲ اکتبر ۱۹۹۷    |
| ۱۶۸۳۹۰ | 1997 WF6      | ۲۳ نوامبر ۱۹۹۷  |
| ۱۶۸۳۹۱ | 1997 WK36     | ۲۹ نوامبر ۱۹۹۷  |
| ۱۶۸۳۹۲ | 1997 YU17     | ۳۱ دسامبر ۱۹۹۷  |
| ۱۶۸۳۹۳ | 1998 AU4      | ۶ ژانویه ۱۹۹۸   |
| ۱۶۸۳۹۴ | 1998 BX2      | ۱۹ ژانویه ۱۹۹۸  |
| ۱۶۸۳۹۵ | 1998 BQ18     | ۲۳ ژانویه ۱۹۹۸  |
| ۱۶۸۳۹۶ | 1998 BN31     | ۲۶ ژانویه ۱۹۹۸  |
| ۱۶۸۳۹۷ | 1998 BD48     | ۲۹ ژانویه ۱۹۹۸  |
| ۱۶۸۳۹۷ | 1998 DG       | ۱۷ فوریه ۱۹۹۸   |
| ۱۶۸۳۹۹ | 1998 DP12     | ۲۴ فوریه ۱۹۹۸   |
| ۱۶۸۴۰۰ | 1998 EC5      | ۱ مارس ۱۹۹۸     |
| ۱۶۸۴۰۱ | 1998 EF11     | ۱ مارس ۱۹۹۸     |
| ۱۶۸۴۰۲ | 1998 FT47     | ۲۰ مارس ۱۹۹۸    |
| ۱۶۸۴۰۳ | 1998 FW76     | ۲۴ مارس ۱۹۹۸    |
| ۱۶۸۴۰۴ | 1998 FP92     | ۲۴ مارس ۱۹۹۸    |
| ۱۶۸۴۰۵ | 1998 FW115    | ۳۱ مارس ۱۹۹۸    |
| ۱۶۸۴۰۶ | 1998 FP119    | ۲۰ مارس ۱۹۹۸    |
| ۱۶۸۴۰۷ | 1998 FP138    | ۲۸ مارس ۱۹۹۸    |
| ۱۶۸۴۰۸ | 1998 HY11     | ۱۹ آوریل ۱۹۹۸   |
| ۱۶۸۴۰۹ | 1998 HA25     | ۱۷ آوریل ۱۹۹۸   |
| ۱۶۸۴۱۰ | 1998 HG99     | ۲۱ آوریل ۱۹۹۸   |
| ۱۶۸۴۱۱ | 1998 HO113    | ۲۳ آوریل ۱۹۹۸   |
| ۱۶۸۴۱۲ | 1998 HW154    | ۱۹ آوریل ۱۹۹۸   |
| ۱۶۸۴۱۳ | 1998 QJ10     | ۱۷ اوت ۱۹۹۸     |
| ۱۶۸۴۱۴ | 1998 QY12     | ۱۷ اوت ۱۹۹۸     |
| ۱۶۸۴۱۵ | 1998 QJ22     | ۱۷ اوت ۱۹۹۸     |
| ۱۶۸۴۱۶ | 1998 QE30     | ۲۶ اوت ۱۹۹۸     |
| ۱۶۸۴۱۷ | 1998 QF42     | ۱۷ اوت ۱۹۹۸     |
| ۱۶۸۴۱۸ | 1998 QC50     | ۱۷ اوت ۱۹۹۸     |
| ۱۶۸۴۱۹ | 1998 QE50     | ۱۷ اوت ۱۹۹۸     |
| ۱۶۸۴۲۰ | 1998 QQ56     | ۳۰ اوت ۱۹۹۸     |
| ۱۶۸۴۲۱ | 1998 QW75     | ۲۴ اوت ۱۹۹۸     |
| ۱۶۸۴۲۲ | 1998 QE82     | ۲۴ اوت ۱۹۹۸     |
| ۱۶۸۴۲۳ | 1998 QG96     | ۱۹ اوت ۱۹۹۸     |
| ۱۶۸۴۲۴ | 1998 QG104    | ۲۶ اوت ۱۹۹۸     |
| ۱۶۸۴۲۵ | 1998 RB29     | ۱۴ سپتامبر ۱۹۹۸ |
| ۱۶۸۴۲۶ | 1998 SJ54     | ۱۶ سپتامبر ۱۹۹۸ |
| ۱۶۸۴۲۷ | 1998 SL69     | ۱۹ سپتامبر ۱۹۹۸ |
| ۱۶۸۴۲۸ | 1998 SG87     | ۲۶ سپتامبر ۱۹۹۸ |
| ۱۶۸۴۲۹ | 1998 SP90     | ۲۶ سپتامبر ۱۹۹۸ |
| ۱۶۸۴۳۰ | 1998 SR96     | ۲۶ سپتامبر ۱۹۹۸ |
| ۱۶۸۴۳۱ | 1998 SB130    | ۲۶ سپتامبر ۱۹۹۸ |
| ۱۶۸۴۳۲ | 1998 TZ8      | ۱۲ اکتبر ۱۹۹۸   |
| ۱۶۸۴۳۳ | 1998 UM5      | ۲۲ اکتبر ۱۹۹۸   |
| ۱۶۸۴۳۴ | 1998 VA16     | ۱۰ نوامبر ۱۹۹۸  |
| ۱۶۸۴۳۵ | 1998 VL21     | ۱۰ نوامبر ۱۹۹۸  |
| ۱۶۸۴۳۶ | 1998 VH22     | ۱۰ نوامبر ۱۹۹۸  |
| ۱۶۸۴۳۷ | 1998 VC23     | ۱۰ نوامبر ۱۹۹۸  |
| ۱۶۸۴۳۸ | 1998 VT39     | ۱۴ نوامبر ۱۹۹۸  |
| ۱۶۸۴۳۹ | 1998 VS52     | ۱۳ نوامبر ۱۹۹۸  |
| ۱۶۸۴۴۰ | 1998 WT2      | ۱۷ نوامبر ۱۹۹۸  |
| ۱۶۸۴۴۱ | 1998 WD3      | ۱۸ نوامبر ۱۹۹۸  |
| ۱۶۸۴۴۲ | 1998 XO5      | ۸ دسامبر ۱۹۹۸   |
| ۱۶۸۴۴۳ | 1998 XL9      | ۱۲ دسامبر ۱۹۹۸  |
| ۱۶۸۴۴۴ | 1998 XX22     | ۱۱ دسامبر ۱۹۹۸  |
| ۱۶۸۴۴۵ | 1998 YE8      | ۲۱ دسامبر ۱۹۹۸  |
| ۱۶۸۴۴۶ | 1998 YM21     | ۲۶ دسامبر ۱۹۹۸  |
| ۱۶۸۴۴۷ | 1999 AT1      | ۸ ژانویه ۱۹۹۹   |
| ۱۶۸۴۴۸ | 1999 AE4      | ۶ ژانویه ۱۹۹۹   |
| ۱۶۸۴۴۹ | 1999 AN13     | ۷ ژانویه ۱۹۹۹   |
| ۱۶۸۴۵۰ | 1999 AD22     | ۱۱ ژانویه ۱۹۹۹  |
| ۱۶۸۴۵۱ | 1999 CG43     | ۱۰ فوریه ۱۹۹۹   |
| ۱۶۸۴۵۲ | 1999 CC117    | ۱۲ فوریه ۱۹۹۹   |
| ۱۶۸۴۵۳ | 1999 CG130    | ۶ فوریه ۱۹۹۹    |
| ۱۶۸۴۵۴ | 1999 EB10     | ۱۴ مارس ۱۹۹۹    |
| ۱۶۸۴۵۵ | 1999 FM1      | ۱۶ مارس ۱۹۹۹    |
| ۱۶۸۴۵۶ | 1999 FC4      | ۱۶ مارس ۱۹۹۹    |
| ۱۶۸۴۵۷ | 1999 FE5      | ۱۸ مارس ۱۹۹۹    |
| ۱۶۸۴۵۸ | 1999 FK12     | ۱۸ مارس ۱۹۹۹    |
| ۱۶۸۴۵۹ | 1999 FV20     | ۱۹ مارس ۱۹۹۹    |
| ۱۶۸۴۶۰ | 1999 GM3      | ۷ آوریل ۱۹۹۹    |
| ۱۶۸۴۶۱ | 1999 HY4      | ۱۷ آوریل ۱۹۹۹   |
| ۱۶۸۴۶۲ | 1999 JT29     | ۱۰ مه ۱۹۹۹      |
| ۱۶۸۴۶۳ | 1999 JD47     | ۱۰ مه ۱۹۹۹      |
| ۱۶۸۴۶۴ | 1999 JR71     | ۱۲ مه ۱۹۹۹      |
| ۱۶۸۴۶۵ | 1999 JR89     | ۱۲ مه ۱۹۹۹      |
| ۱۶۸۴۶۶ | 1999 JM112    | ۱۳ مه ۱۹۹۹      |
| ۱۶۸۴۶۷ | 1999 JW127    | ۱۰ مه ۱۹۹۹      |
| ۱۶۸۴۶۸ | 1999 KK2      | ۱۶ مه ۱۹۹۹      |
| ۱۶۸۴۶۹ | 1999 KS10     | ۱۸ مه ۱۹۹۹      |
| ۱۶۸۴۷۰ | 1999 LT29     | ۱۰ ژوئن ۱۹۹۹    |
| ۱۶۸۴۷۱ | 1999 LS30     | ۱۲ ژوئن ۱۹۹۹    |
| ۱۶۸۴۷۲ | 1999 PQ4      | ۸ اوت ۱۹۹۹      |
| ۱۶۸۴۷۳ | 1999 QU1      | ۲۰ اوت ۱۹۹۹     |
| ۱۶۸۴۷۴ | 1999 RN3      | ۴ سپتامبر ۱۹۹۹  |
| ۱۶۸۴۷۵ | 1999 RN24     | ۷ سپتامبر ۱۹۹۹  |
| ۱۶۸۴۷۶ | 1999 RM30     | ۸ سپتامبر ۱۹۹۹  |
| ۱۶۸۴۷۷ | 1999 RE31     | ۸ سپتامبر ۱۹۹۹  |
| ۱۶۸۴۷۸ | 1999 RF60     | ۷ سپتامبر ۱۹۹۹  |
| ۱۶۸۴۷۹ | 1999 RQ62     | ۷ سپتامبر ۱۹۹۹  |
| ۱۶۸۴۸۰ | 1999 RJ81     | ۷ سپتامبر ۱۹۹۹  |
| ۱۶۸۴۸۱ | 1999 RN85     | ۷ سپتامبر ۱۹۹۹  |
| ۱۶۸۴۸۲ | 1999 RD123    | ۹ سپتامبر ۱۹۹۹  |
| ۱۶۸۴۸۳ | 1999 RV124    | ۱۳ سپتامبر ۱۹۹۹ |
| ۱۶۸۴۸۴ | 1999 RP125    | ۹ سپتامبر ۱۹۹۹  |
| ۱۶۸۴۸۵ | 1999 RP134    | ۹ سپتامبر ۱۹۹۹  |
| ۱۶۸۴۸۶ | 1999 RS134    | ۹ سپتامبر ۱۹۹۹  |
| ۱۶۸۴۸۷ | 1999 RV138    | ۹ سپتامبر ۱۹۹۹  |
| ۱۶۸۴۸۸ | 1999 RZ147    | ۹ سپتامبر ۱۹۹۹  |
| ۱۶۸۴۸۹ | 1999 RM150    | ۹ سپتامبر ۱۹۹۹  |
| ۱۶۸۴۹۰ | 1999 RC152    | ۹ سپتامبر ۱۹۹۹  |
| ۱۶۸۴۹۱ | 1999 RT153    | ۹ سپتامبر ۱۹۹۹  |
| ۱۶۸۴۹۲ | 1999 RL159    | ۹ سپتامبر ۱۹۹۹  |
| ۱۶۸۴۹۳ | 1999 RQ163    | ۹ سپتامبر ۱۹۹۹  |
| ۱۶۸۴۹۴ | 1999 RE177    | ۹ سپتامبر ۱۹۹۹  |
| ۱۶۸۴۹۵ | 1999 RB188    | ۹ سپتامبر ۱۹۹۹  |
| ۱۶۸۴۹۶ | 1999 RN191    | ۱۱ سپتامبر ۱۹۹۹ |
| ۱۶۸۴۹۷ | 1999 RX207    | ۸ سپتامبر ۱۹۹۹  |
| ۱۶۸۴۹۸ | 1999 RG208    | ۸ سپتامبر ۱۹۹۹  |
| ۱۶۸۴۹۹ | 1999 RK223    | ۷ سپتامبر ۱۹۹۹  |
| ۱۶۸۵۰۰ | 1999 RJ249    | ۷ سپتامبر ۱۹۹۹  |
| ۱۶۸۵۰۱ | 1999 RQ249    | ۴ سپتامبر ۱۹۹۹  |
| ۱۶۸۵۰۲ | 1999 SS10     | ۲۹ سپتامبر ۱۹۹۹ |
| ۱۶۸۵۰۳ | 1999 TL8      | ۶ اکتبر ۱۹۹۹    |
| ۱۶۸۵۰۴ | 1999 TL15     | ۱۲ اکتبر ۱۹۹۹   |
| ۱۶۸۵۰۵ | 1999 TL37     | ۱۳ اکتبر ۱۹۹۹   |
| ۱۶۸۵۰۶ | 1999 TQ50     | ۴ اکتبر ۱۹۹۹    |
| ۱۶۸۵۰۷ | 1999 TC64     | ۸ اکتبر ۱۹۹۹    |
| ۱۶۸۵۰۸ | 1999 TT68     | ۹ اکتبر ۱۹۹۹    |
| ۱۶۸۵۰۹ | 1999 TU68     | ۹ اکتبر ۱۹۹۹    |
| ۱۶۸۵۱۰ | 1999 TK81     | ۱۲ اکتبر ۱۹۹۹   |
| ۱۶۸۵۱۱ | 1999 TH98     | ۲ اکتبر ۱۹۹۹    |
| ۱۶۸۵۱۲ | 1999 TV104    | ۳ اکتبر ۱۹۹۹    |
| ۱۶۸۵۱۳ | 1999 TE131    | ۶ اکتبر ۱۹۹۹    |
| ۱۶۸۵۱۴ | 1999 TX134    | ۶ اکتبر ۱۹۹۹    |
| ۱۶۸۵۱۵ | 1999 TY142    | ۷ اکتبر ۱۹۹۹    |
| ۱۶۸۵۱۶ | 1999 TY159    | ۹ اکتبر ۱۹۹۹    |
| ۱۶۸۵۱۷ | 1999 TJ166    | ۱۰ اکتبر ۱۹۹۹   |
| ۱۶۸۵۱۸ | 1999 TX170    | ۱۰ اکتبر ۱۹۹۹   |
| ۱۶۸۵۱۹ | 1999 TS193    | ۱۲ اکتبر ۱۹۹۹   |
| ۱۶۸۵۲۰ | 1999 TV233    | ۳ اکتبر ۱۹۹۹    |
| ۱۶۸۵۲۱ | 1999 TV236    | ۳ اکتبر ۱۹۹۹    |
| ۱۶۸۵۲۲ | 1999 TM238    | ۴ اکتبر ۱۹۹۹    |
| ۱۶۸۵۲۳ | 1999 TN242    | ۴ اکتبر ۱۹۹۹    |
| ۱۶۸۵۲۴ | 1999 TO253    | ۱۰ اکتبر ۱۹۹۹   |
| ۱۶۸۵۲۵ | 1999 TM259    | ۹ اکتبر ۱۹۹۹    |
| ۱۶۸۵۲۶ | 1999 TG279    | ۷ اکتبر ۱۹۹۹    |
| ۱۶۸۵۲۷ | 1999 TV318    | ۱۲ اکتبر ۱۹۹۹   |
| ۱۶۸۵۲۸ | 1999 UA16     | ۲۹ اکتبر ۱۹۹۹   |
| ۱۶۸۵۲۹ | 1999 UQ20     | ۳۱ اکتبر ۱۹۹۹   |
| ۱۶۸۵۳۰ | 1999 UU33     | ۳۱ اکتبر ۱۹۹۹   |
| ۱۶۸۵۳۱ | 1999 VF12     | ۱۰ نوامبر ۱۹۹۹  |
| ۱۶۸۵۳۲ | 1999 VV21     | ۱۲ نوامبر ۱۹۹۹  |
| ۱۶۸۵۳۳ | 1999 VQ39     | ۱۰ نوامبر ۱۹۹۹  |
| ۱۶۸۵۳۴ | 1999 VW45     | ۴ نوامبر ۱۹۹۹   |
| ۱۶۸۵۳۵ | 1999 VF65     | ۴ نوامبر ۱۹۹۹   |
| ۱۶۸۵۳۶ | 1999 VU66     | ۴ نوامبر ۱۹۹۹   |
| ۱۶۸۵۳۷ | 1999 VG68     | ۴ نوامبر ۱۹۹۹   |
| ۱۶۸۵۳۸ | 1999 VA85     | ۶ نوامبر ۱۹۹۹   |
| ۱۶۸۵۳۹ | 1999 VF89     | ۴ نوامبر ۱۹۹۹   |
| ۱۶۸۵۴۰ | 1999 VT95     | ۹ نوامبر ۱۹۹۹   |
| ۱۶۸۵۴۱ | 1999 VY99     | ۹ نوامبر ۱۹۹۹   |
| ۱۶۸۵۴۲ | 1999 VL123    | ۵ نوامبر ۱۹۹۹   |
| ۱۶۸۵۴۳ | 1999 VL128    | ۹ نوامبر ۱۹۹۹   |
| ۱۶۸۵۴۴ | 1999 VE149    | ۱۴ نوامبر ۱۹۹۹  |
| ۱۶۸۵۴۵ | 1999 VE169    | ۱۴ نوامبر ۱۹۹۹  |
| ۱۶۸۵۴۶ | 1999 VA189    | ۱۵ نوامبر ۱۹۹۹  |
| ۱۶۸۵۴۷ | 1999 VK191    | ۱۲ نوامبر ۱۹۹۹  |
| ۱۶۸۵۴۸ | 1999 VH194    | ۱ نوامبر ۱۹۹۹   |
| ۱۶۸۵۴۹ | 1999 VR209    | ۱۱ نوامبر ۱۹۹۹  |
| ۱۶۸۵۵۰ | 1999 VQ212    | ۱۲ نوامبر ۱۹۹۹  |
| ۱۶۸۵۵۱ | 1999 WH4      | ۲۸ نوامبر ۱۹۹۹  |
| ۱۶۸۵۵۲ | 1999 WV7      | ۲۹ نوامبر ۱۹۹۹  |
| ۱۶۸۵۵۳ | 1999 WF9      | ۲۹ نوامبر ۱۹۹۹  |
| ۱۶۸۵۵۴ | 1999 WS13     | ۳۰ نوامبر ۱۹۹۹  |
| ۱۶۸۵۵۵ | 1999 WY17     | ۳۰ نوامبر ۱۹۹۹  |
| ۱۶۸۵۵۶ | 1999 WJ24     | ۲۸ نوامبر ۱۹۹۹  |
| ۱۶۸۵۵۷ | 1999 XF6      | ۴ دسامبر ۱۹۹۹   |
| ۱۶۸۵۵۸ | 1999 XX16     | ۷ دسامبر ۱۹۹۹   |
| ۱۶۸۵۵۹ | 1999 XE26     | ۶ دسامبر ۱۹۹۹   |
| ۱۶۸۵۶۰ | 1999 XK27     | ۶ دسامبر ۱۹۹۹   |
| ۱۶۸۵۶۱ | 1999 XP27     | ۶ دسامبر ۱۹۹۹   |
| ۱۶۸۵۶۲ | 1999 XM39     | ۶ دسامبر ۱۹۹۹   |
| ۱۶۸۵۶۳ | 1999 XR77     | ۷ دسامبر ۱۹۹۹   |
| ۱۶۸۵۶۴ | 1999 XM85     | ۷ دسامبر ۱۹۹۹   |
| ۱۶۸۵۶۵ | 1999 XL86     | ۷ دسامبر ۱۹۹۹   |
| ۱۶۸۵۶۶ | 1999 XE94     | ۷ دسامبر ۱۹۹۹   |
| ۱۶۸۵۶۷ | 1999 XH94     | ۷ دسامبر ۱۹۹۹   |
| ۱۶۸۵۶۸ | 1999 XP119    | ۵ دسامبر ۱۹۹۹   |
| ۱۶۸۵۶۹ | 1999 XY130    | ۱۲ دسامبر ۱۹۹۹  |
| ۱۶۸۵۷۰ | 1999 XU132    | ۱۲ دسامبر ۱۹۹۹  |
| ۱۶۸۵۷۱ | 1999 XB136    | ۱۳ دسامبر ۱۹۹۹  |
| ۱۶۸۵۷۲ | 1999 XS141    | ۱۰ دسامبر ۱۹۹۹  |
| ۱۶۸۵۷۳ | 1999 XZ141    | ۱۲ دسامبر ۱۹۹۹  |
| ۱۶۸۵۷۴ | 1999 XD142    | ۱۲ دسامبر ۱۹۹۹  |
| ۱۶۸۵۷۵ | 1999 XL142    | ۱۲ دسامبر ۱۹۹۹  |
| ۱۶۸۵۷۶ | 1999 XM142    | ۱۲ دسامبر ۱۹۹۹  |
| ۱۶۸۵۷۷ | 1999 XO142    | ۱۲ دسامبر ۱۹۹۹  |
| ۱۶۸۵۷۸ | 1999 XJ179    | ۱۰ دسامبر ۱۹۹۹  |
| ۱۶۸۵۷۹ | 1999 XG182    | ۱۲ دسامبر ۱۹۹۹  |
| ۱۶۸۵۸۰ | 1999 XS208    | ۱۳ دسامبر ۱۹۹۹  |
| ۱۶۸۵۸۱ | 1999 XO216    | ۱۳ دسامبر ۱۹۹۹  |
| ۱۶۸۵۸۲ | 1999 XP228    | ۱۴ دسامبر ۱۹۹۹  |
| ۱۶۸۵۸۳ | 1999 XJ231    | ۷ دسامبر ۱۹۹۹   |
| ۱۶۸۵۸۴ | 1999 XN233    | ۳ دسامبر ۱۹۹۹   |
| ۱۶۸۵۸۵ | 1999 XJ236    | ۴ دسامبر ۱۹۹۹   |
| ۱۶۸۵۸۶ | 1999 YN1      | ۱۷ دسامبر ۱۹۹۹  |
| ۱۶۸۵۸۷ | 1999 YM6      | ۳۰ دسامبر ۱۹۹۹  |
| ۱۶۸۵۸۸ | 1999 YN19     | ۲۹ دسامبر ۱۹۹۹  |
| ۱۶۸۵۸۹ | 1999 YU27     | ۳۰ دسامبر ۱۹۹۹  |
| ۱۶۸۵۹۰ | 2000 AE9      | ۲ ژانویه ۲۰۰۰   |
| ۱۶۸۵۹۱ | 2000 AF16     | ۳ ژانویه ۲۰۰۰   |
| ۱۶۸۵۹۲ | 2000 AY24     | ۳ ژانویه ۲۰۰۰   |
| ۱۶۸۵۹۳ | 2000 AS28     | ۳ ژانویه ۲۰۰۰   |
| ۱۶۸۵۹۴ | 2000 AV31     | ۳ ژانویه ۲۰۰۰   |
| ۱۶۸۵۹۵ | 2000 AP35     | ۳ ژانویه ۲۰۰۰   |
| ۱۶۸۵۹۶ | 2000 AV42     | ۴ ژانویه ۲۰۰۰   |
| ۱۶۸۵۹۷ | 2000 AW47     | ۴ ژانویه ۲۰۰۰   |
| ۱۶۸۵۹۸ | 2000 AG49     | ۵ ژانویه ۲۰۰۰   |
| ۱۶۸۵۹۹ | 2000 AY63     | ۴ ژانویه ۲۰۰۰   |
| ۱۶۸۶۰۰ | 2000 AA69     | ۵ ژانویه ۲۰۰۰   |
| ۱۶۸۶۰۱ | 2000 AD74     | ۵ ژانویه ۲۰۰۰   |
| ۱۶۸۶۰۲ | 2000 AA88     | ۵ ژانویه ۲۰۰۰   |
| ۱۶۸۶۰۳ | 2000 AH126    | ۵ ژانویه ۲۰۰۰   |
| ۱۶۸۶۰۴ | 2000 AJ133    | ۳ ژانویه ۲۰۰۰   |
| ۱۶۸۶۰۵ | 2000 AG134    | ۴ ژانویه ۲۰۰۰   |
| ۱۶۸۶۰۶ | 2000 AS154    | ۳ ژانویه ۲۰۰۰   |
| ۱۶۸۶۰۷ | 2000 AV167    | ۸ ژانویه ۲۰۰۰   |
| ۱۶۸۶۰۸ | 2000 AA176    | ۷ ژانویه ۲۰۰۰   |
| ۱۶۸۶۰۹ | 2000 AO181    | ۷ ژانویه ۲۰۰۰   |
| ۱۶۸۶۱۰ | 2000 AD196    | ۸ ژانویه ۲۰۰۰   |
| ۱۶۸۶۱۱ | 2000 AJ214    | ۶ ژانویه ۲۰۰۰   |
| ۱۶۸۶۱۲ | 2000 AP229    | ۳ ژانویه ۲۰۰۰   |
| ۱۶۸۶۱۳ | 2000 AA246    | ۷ ژانویه ۲۰۰۰   |
| ۱۶۸۶۱۴ | 2000 BW6      | ۲۷ ژانویه ۲۰۰۰  |
| ۱۶۸۶۱۵ | 2000 BC12     | ۲۸ ژانویه ۲۰۰۰  |
| ۱۶۸۶۱۶ | 2000 BN21     | ۲۹ ژانویه ۲۰۰۰  |
| ۱۶۸۶۱۷ | 2000 BH26     | ۳۰ ژانویه ۲۰۰۰  |
| ۱۶۸۶۱۸ | 2000 BT26     | ۳۰ ژانویه ۲۰۰۰  |
| ۱۶۸۶۱۹ | 2000 BB40     | ۲۷ ژانویه ۲۰۰۰  |
| ۱۶۸۶۲۰ | 2000 BD41     | ۳۰ ژانویه ۲۰۰۰  |
| ۱۶۸۶۲۱ | 2000 CD2      | ۲ فوریه ۲۰۰۰    |
| ۱۶۸۶۲۲ | 2000 CA14     | ۲ فوریه ۲۰۰۰    |
| ۱۶۸۶۲۳ | 2000 CU15     | ۲ فوریه ۲۰۰۰    |
| ۱۶۸۶۲۴ | 2000 CW22     | ۲ فوریه ۲۰۰۰    |
| ۱۶۸۶۲۵ | 2000 CN28     | ۲ فوریه ۲۰۰۰    |
| ۱۶۸۶۲۶ | 2000 CE55     | ۳ فوریه ۲۰۰۰    |
| ۱۶۸۶۲۷ | 2000 CO65     | ۴ فوریه ۲۰۰۰    |
| ۱۶۸۶۲۸ | 2000 CU66     | ۶ فوریه ۲۰۰۰    |
| ۱۶۸۶۲۹ | 2000 CB69     | ۱ فوریه ۲۰۰۰    |
| ۱۶۸۶۳۰ | 2000 CO83     | ۴ فوریه ۲۰۰۰    |
| ۱۶۸۶۳۱ | 2000 CG84     | ۴ فوریه ۲۰۰۰    |
| ۱۶۸۶۳۲ | 2000 CB88     | ۴ فوریه ۲۰۰۰    |
| ۱۶۸۶۳۳ | 2000 CE101    | ۱۲ فوریه ۲۰۰۰   |
| ۱۶۸۶۳۴ | 2000 CM101    | ۱۵ فوریه ۲۰۰۰   |
| ۱۶۸۶۳۵ | 2000 CU109    | ۵ فوریه ۲۰۰۰    |
| ۱۶۸۶۳۶ | 2000 CV135    | ۲ فوریه ۲۰۰۰    |
| ۱۶۸۶۳۷ | 2000 CC137    | ۴ فوریه ۲۰۰۰    |
| ۱۶۸۶۳۸ | 2000 CH149    | ۱۲ فوریه ۲۰۰۰   |
| ۱۶۸۶۳۹ | 2000 DC9      | ۲۶ فوریه ۲۰۰۰   |
| ۱۶۸۶۴۰ | 2000 DM10     | ۲۶ فوریه ۲۰۰۰   |
| ۱۶۸۶۴۱ | 2000 DA11     | ۲۶ فوریه ۲۰۰۰   |
| ۱۶۸۶۴۲ | 2000 DT36     | ۲۹ فوریه ۲۰۰۰   |
| ۱۶۸۶۴۳ | 2000 DP40     | ۲۹ فوریه ۲۰۰۰   |
| ۱۶۸۶۴۴ | 2000 DY41     | ۲۹ فوریه ۲۰۰۰   |
| ۱۶۸۶۴۵ | 2000 DU48     | ۲۹ فوریه ۲۰۰۰   |
| ۱۶۸۶۴۶ | 2000 DE54     | ۲۹ فوریه ۲۰۰۰   |
| ۱۶۸۶۴۷ | 2000 DF54     | ۲۹ فوریه ۲۰۰۰   |
| ۱۶۸۶۴۸ | 2000 DZ56     | ۲۹ فوریه ۲۰۰۰   |
| ۱۶۸۶۴۹ | 2000 DD60     | ۲۹ فوریه ۲۰۰۰   |
| ۱۶۸۶۵۰ | 2000 DN63     | ۲۹ فوریه ۲۰۰۰   |
| ۱۶۸۶۵۱ | 2000 DL67     | ۲۹ فوریه ۲۰۰۰   |
| ۱۶۸۶۵۲ | 2000 DH68     | ۲۹ فوریه ۲۰۰۰   |
| ۱۶۸۶۵۳ | 2000 DJ82     | ۲۸ فوریه ۲۰۰۰   |
| ۱۶۸۶۵۴ | 2000 DP83     | ۲۸ فوریه ۲۰۰۰   |
| ۱۶۸۶۵۵ | 2000 DV84     | ۲۹ فوریه ۲۰۰۰   |
| ۱۶۸۶۵۶ | 2000 DV105    | ۲۹ فوریه ۲۰۰۰   |
| ۱۶۸۶۵۷ | 2000 ED10     | ۳ مارس ۲۰۰۰     |
| ۱۶۸۶۵۸ | 2000 EK18     | ۵ مارس ۲۰۰۰     |
| ۱۶۸۶۵۹ | 2000 EH22     | ۳ مارس ۲۰۰۰     |
| ۱۶۸۶۶۰ | 2000 EN33     | ۵ مارس ۲۰۰۰     |
| ۱۶۸۶۶۱ | 2000 EA53     | ۳ مارس ۲۰۰۰     |
| ۱۶۸۶۶۲ | 2000 EH89     | ۹ مارس ۲۰۰۰     |
| ۱۶۸۶۶۳ | 2000 EM104    | ۱۵ مارس ۲۰۰۰    |
| ۱۶۸۶۶۴ | 2000 EC110    | ۸ مارس ۲۰۰۰     |
| ۱۶۸۶۶۵ | 2000 EJ113    | ۹ مارس ۲۰۰۰     |
| ۱۶۸۶۶۶ | 2000 EV118    | ۱۱ مارس ۲۰۰۰    |
| ۱۶۸۶۶۷ | 2000 EF141    | ۲ مارس ۲۰۰۰     |
| ۱۶۸۶۶۸ | 2000 EK149    | ۵ مارس ۲۰۰۰     |
| ۱۶۸۶۶۹ | 2000 ED153    | ۶ مارس ۲۰۰۰     |
| ۱۶۸۶۷۰ | 2000 ED164    | ۳ مارس ۲۰۰۰     |
| ۱۶۸۶۷۱ | 2000 EH176    | ۳ مارس ۲۰۰۰     |
| ۱۶۸۶۷۲ | 2000 EV181    | ۴ مارس ۲۰۰۰     |
| ۱۶۸۶۷۳ | 2000 EX198    | ۲ مارس ۲۰۰۰     |
| ۱۶۸۶۷۳ | 2000 FC       | ۲۴ مارس ۲۰۰۰    |
| ۱۶۸۶۷۵ | 2000 FX1      | ۲۵ مارس ۲۰۰۰    |
| ۱۶۸۶۷۶ | 2000 FN3      | ۲۸ مارس ۲۰۰۰    |
| ۱۶۸۶۷۷ | 2000 FP4      | ۲۷ مارس ۲۰۰۰    |
| ۱۶۸۶۷۸ | 2000 FC5      | ۲۷ مارس ۲۰۰۰    |
| ۱۶۸۶۷۹ | 2000 FU7      | ۲۷ مارس ۲۰۰۰    |
| ۱۶۸۶۸۰ | 2000 FU12     | ۲۸ مارس ۲۰۰۰    |
| ۱۶۸۶۸۱ | 2000 FP19     | ۲۹ مارس ۲۰۰۰    |
| ۱۶۸۶۸۲ | 2000 FN54     | ۳۰ مارس ۲۰۰۰    |
| ۱۶۸۶۸۳ | 2000 FE69     | ۲۷ مارس ۲۰۰۰    |
| ۱۶۸۶۸۴ | 2000 FD72     | ۲۵ مارس ۲۰۰۰    |
| ۱۶۸۶۸۵ | 2000 GM12     | ۵ آوریل ۲۰۰۰    |
| ۱۶۸۶۸۶ | 2000 GH19     | ۵ آوریل ۲۰۰۰    |
| ۱۶۸۶۸۷ | 2000 GP19     | ۵ آوریل ۲۰۰۰    |
| ۱۶۸۶۸۸ | 2000 GN29     | ۵ آوریل ۲۰۰۰    |
| ۱۶۸۶۸۹ | 2000 GM30     | ۵ آوریل ۲۰۰۰    |
| ۱۶۸۶۹۰ | 2000 GL37     | ۵ آوریل ۲۰۰۰    |
| ۱۶۸۶۹۱ | 2000 GT46     | ۵ آوریل ۲۰۰۰    |
| ۱۶۸۶۹۲ | 2000 GY56     | ۵ آوریل ۲۰۰۰    |
| ۱۶۸۶۹۳ | 2000 GV59     | ۵ آوریل ۲۰۰۰    |
| ۱۶۸۶۹۴ | 2000 GN66     | ۵ آوریل ۲۰۰۰    |
| ۱۶۸۶۹۵ | 2000 GT118    | ۳ آوریل ۲۰۰۰    |
| ۱۶۸۶۹۶ | 2000 GY119    | ۵ آوریل ۲۰۰۰    |
| ۱۶۸۶۹۷ | 2000 GQ122    | ۶ آوریل ۲۰۰۰    |
| ۱۶۸۶۹۸ | 2000 GX140    | ۵ آوریل ۲۰۰۰    |
| ۱۶۸۶۹۹ | 2000 GO144    | ۷ آوریل ۲۰۰۰    |
| ۱۶۸۷۰۰ | 2000 GE147    | ۲ آوریل ۲۰۰۰    |
| ۱۶۸۷۰۱ | 2000 GU159    | ۷ آوریل ۲۰۰۰    |
| ۱۶۸۷۰۲ | 2000 GC175    | ۵ آوریل ۲۰۰۰    |
| ۱۶۸۷۰۳ | 2000 GP183    | ۲ آوریل ۲۰۰۰    |
| ۱۶۸۷۰۴ | 2000 GA186    | ۳ آوریل ۲۰۰۰    |
| ۱۶۸۷۰۴ | 2000 HN       | ۲۴ آوریل ۲۰۰۰   |
| ۱۶۸۷۰۶ | 2000 HE1      | ۲۴ آوریل ۲۰۰۰   |
| ۱۶۸۷۰۷ | 2000 HR6      | ۲۴ آوریل ۲۰۰۰   |
| ۱۶۸۷۰۸ | 2000 HJ10     | ۲۷ آوریل ۲۰۰۰   |
| ۱۶۸۷۰۹ | 2000 HS34     | ۲۵ آوریل ۲۰۰۰   |
| ۱۶۸۷۱۰ | 2000 HE41     | ۲۸ آوریل ۲۰۰۰   |
| ۱۶۸۷۱۱ | 2000 HM74     | ۳۰ آوریل ۲۰۰۰   |
| ۱۶۸۷۱۲ | 2000 HY79     | ۲۸ آوریل ۲۰۰۰   |
| ۱۶۸۷۱۳ | 2000 HN86     | ۳۰ آوریل ۲۰۰۰   |
| ۱۶۸۷۱۴ | 2000 JQ10     | ۷ مه ۲۰۰۰       |
| ۱۶۸۷۱۵ | 2000 JF16     | ۵ مه ۲۰۰۰       |
| ۱۶۸۷۱۶ | 2000 JK41     | ۷ مه ۲۰۰۰       |
| ۱۶۸۷۱۷ | 2000 JP59     | ۷ مه ۲۰۰۰       |
| ۱۶۸۷۱۸ | 2000 JM73     | ۲ مه ۲۰۰۰       |
| ۱۶۸۷۱۹ | 2000 KF7      | ۲۷ مه ۲۰۰۰      |
| ۱۶۸۷۲۰ | 2000 KB12     | ۲۸ مه ۲۰۰۰      |
| ۱۶۸۷۲۱ | 2000 KB45     | ۲۹ مه ۲۰۰۰      |
| ۱۶۸۷۲۱ | 2000 LH       | ۱ ژوئن ۲۰۰۰     |
| ۱۶۸۷۲۳ | 2000 OR9      | ۳۱ ژوئیه ۲۰۰۰   |
| ۱۶۸۷۲۴ | 2000 OG10     | ۲۳ ژوئیه ۲۰۰۰   |
| ۱۶۸۷۲۵ | 2000 OH16     | ۲۳ ژوئیه ۲۰۰۰   |
| ۱۶۸۷۲۶ | 2000 OP29     | ۳۰ ژوئیه ۲۰۰۰   |
| ۱۶۸۷۲۷ | 2000 OJ30     | ۳۰ ژوئیه ۲۰۰۰   |
| ۱۶۸۷۲۸ | 2000 OZ33     | ۳۰ ژوئیه ۲۰۰۰   |
| ۱۶۸۷۲۹ | 2000 OA44     | ۳۰ ژوئیه ۲۰۰۰   |
| ۱۶۸۷۳۰ | 2000 OX51     | ۳۰ ژوئیه ۲۰۰۰   |
| ۱۶۸۷۳۱ | 2000 OF55     | ۲۹ ژوئیه ۲۰۰۰   |
| ۱۶۸۷۳۲ | 2000 OT55     | ۲۹ ژوئیه ۲۰۰۰   |
| ۱۶۸۷۳۳ | 2000 PD2      | ۱ اوت ۲۰۰۰      |
| ۱۶۸۷۳۴ | 2000 PB28     | ۴ اوت ۲۰۰۰      |
| ۱۶۸۷۳۵ | 2000 QX7      | ۲۵ اوت ۲۰۰۰     |
| ۱۶۸۷۳۶ | 2000 QF22     | ۲۴ اوت ۲۰۰۰     |
| ۱۶۸۷۳۷ | 2000 QT32     | ۲۶ اوت ۲۰۰۰     |
| ۱۶۸۷۳۸ | 2000 QN47     | ۲۴ اوت ۲۰۰۰     |
| ۱۶۸۷۳۹ | 2000 QG57     | ۲۶ اوت ۲۰۰۰     |
| ۱۶۸۷۴۰ | 2000 QG81     | ۲۴ اوت ۲۰۰۰     |
| ۱۶۸۷۴۱ | 2000 QZ88     | ۲۵ اوت ۲۰۰۰     |
| ۱۶۸۷۴۲ | 2000 QY92     | ۲۵ اوت ۲۰۰۰     |
| ۱۶۸۷۴۳ | 2000 QO97     | ۲۸ اوت ۲۰۰۰     |
| ۱۶۸۷۴۴ | 2000 QB102    | ۲۸ اوت ۲۰۰۰     |
| ۱۶۸۷۴۵ | 2000 QJ102    | ۲۸ اوت ۲۰۰۰     |
| ۱۶۸۷۴۶ | 2000 QY118    | ۲۵ اوت ۲۰۰۰     |
| ۱۶۸۷۴۷ | 2000 QY121    | ۲۵ اوت ۲۰۰۰     |
| ۱۶۸۷۴۸ | 2000 QB124    | ۲۵ اوت ۲۰۰۰     |
| ۱۶۸۷۴۹ | 2000 QA158    | ۳۱ اوت ۲۰۰۰     |
| ۱۶۸۷۵۰ | 2000 QZ162    | ۳۱ اوت ۲۰۰۰     |
| ۱۶۸۷۵۱ | 2000 QP174    | ۳۱ اوت ۲۰۰۰     |
| ۱۶۸۷۵۲ | 2000 QQ174    | ۳۱ اوت ۲۰۰۰     |
| ۱۶۸۷۵۳ | 2000 QE185    | ۲۶ اوت ۲۰۰۰     |
| ۱۶۸۷۵۴ | 2000 QM190    | ۲۶ اوت ۲۰۰۰     |
| ۱۶۸۷۵۵ | 2000 QY190    | ۲۶ اوت ۲۰۰۰     |
| ۱۶۸۷۵۶ | 2000 QJ199    | ۲۹ اوت ۲۰۰۰     |
| ۱۶۸۷۵۷ | 2000 QV200    | ۲۹ اوت ۲۰۰۰     |
| ۱۶۸۷۵۸ | 2000 QH202    | ۲۹ اوت ۲۰۰۰     |
| ۱۶۸۷۵۹ | 2000 QM206    | ۳۱ اوت ۲۰۰۰     |
| ۱۶۸۷۶۰ | 2000 QB212    | ۳۱ اوت ۲۰۰۰     |
| ۱۶۸۷۶۱ | 2000 QQ212    | ۳۱ اوت ۲۰۰۰     |
| ۱۶۸۷۶۲ | 2000 QG215    | ۳۱ اوت ۲۰۰۰     |
| ۱۶۸۷۶۳ | 2000 QM215    | ۳۱ اوت ۲۰۰۰     |
| ۱۶۸۷۶۴ | 2000 QH220    | ۲۱ اوت ۲۰۰۰     |
| ۱۶۸۷۶۵ | 2000 QH223    | ۲۱ اوت ۲۰۰۰     |
| ۱۶۸۷۶۶ | 2000 QF224    | ۲۶ اوت ۲۰۰۰     |
| ۱۶۸۷۶۷ | 2000 QZ244    | ۲۵ اوت ۲۰۰۰     |
| ۱۶۸۷۶۸ | 2000 RN15     | ۱ سپتامبر ۲۰۰۰  |
| ۱۶۸۷۶۹ | 2000 RO16     | ۱ سپتامبر ۲۰۰۰  |
| ۱۶۸۷۷۰ | 2000 RD17     | ۱ سپتامبر ۲۰۰۰  |
| ۱۶۸۷۷۱ | 2000 RM19     | ۱ سپتامبر ۲۰۰۰  |
| ۱۶۸۷۷۲ | 2000 RW21     | ۱ سپتامبر ۲۰۰۰  |
| ۱۶۸۷۷۳ | 2000 RA22     | ۱ سپتامبر ۲۰۰۰  |
| ۱۶۸۷۷۴ | 2000 RC28     | ۱ سپتامبر ۲۰۰۰  |
| ۱۶۸۷۷۵ | 2000 RD30     | ۱ سپتامبر ۲۰۰۰  |
| ۱۶۸۷۷۶ | 2000 RU30     | ۱ سپتامبر ۲۰۰۰  |
| ۱۶۸۷۷۷ | 2000 RD37     | ۳ سپتامبر ۲۰۰۰  |
| ۱۶۸۷۷۸ | 2000 RK48     | ۳ سپتامبر ۲۰۰۰  |
| ۱۶۸۷۷۹ | 2000 RX48     | ۳ سپتامبر ۲۰۰۰  |
| ۱۶۸۷۸۰ | 2000 RN52     | ۴ سپتامبر ۲۰۰۰  |
| ۱۶۸۷۸۱ | 2000 RO59     | ۷ سپتامبر ۲۰۰۰  |
| ۱۶۸۷۸۲ | 2000 RN63     | ۳ سپتامبر ۲۰۰۰  |
| ۱۶۸۷۸۳ | 2000 RB104    | ۶ سپتامبر ۲۰۰۰  |
| ۱۶۸۷۸۴ | 2000 SQ2      | ۲۰ سپتامبر ۲۰۰۰ |
| ۱۶۸۷۸۵ | 2000 SS7      | ۲۲ سپتامبر ۲۰۰۰ |
| ۱۶۸۷۸۶ | 2000 SK11     | ۲۴ سپتامبر ۲۰۰۰ |
| ۱۶۸۷۸۷ | 2000 SE22     | ۱۹ سپتامبر ۲۰۰۰ |
| ۱۶۸۷۸۸ | 2000 SN28     | ۲۳ سپتامبر ۲۰۰۰ |
| ۱۶۸۷۸۹ | 2000 SF33     | ۲۴ سپتامبر ۲۰۰۰ |
| ۱۶۸۷۹۰ | 2000 SR36     | ۲۴ سپتامبر ۲۰۰۰ |
| ۱۶۸۷۹۱ | 2000 SQ43     | ۲۵ سپتامبر ۲۰۰۰ |
| ۱۶۸۷۹۲ | 2000 ST56     | ۲۴ سپتامبر ۲۰۰۰ |
| ۱۶۸۷۹۳ | 2000 SS57     | ۲۴ سپتامبر ۲۰۰۰ |
| ۱۶۸۷۹۴ | 2000 SV63     | ۲۴ سپتامبر ۲۰۰۰ |
| ۱۶۸۷۹۵ | 2000 SU70     | ۲۴ سپتامبر ۲۰۰۰ |
| ۱۶۸۷۹۶ | 2000 SC76     | ۲۴ سپتامبر ۲۰۰۰ |
| ۱۶۸۷۹۷ | 2000 SS79     | ۲۴ سپتامبر ۲۰۰۰ |
| ۱۶۸۷۹۸ | 2000 SK88     | ۲۴ سپتامبر ۲۰۰۰ |
| ۱۶۸۷۹۹ | 2000 SL93     | ۲۳ سپتامبر ۲۰۰۰ |
| ۱۶۸۸۰۰ | 2000 SW93     | ۲۳ سپتامبر ۲۰۰۰ |
| ۱۶۸۸۰۱ | 2000 SM109    | ۲۴ سپتامبر ۲۰۰۰ |
| ۱۶۸۸۰۲ | 2000 ST110    | ۲۴ سپتامبر ۲۰۰۰ |
| ۱۶۸۸۰۳ | 2000 SG118    | ۲۴ سپتامبر ۲۰۰۰ |
| ۱۶۸۸۰۴ | 2000 SF134    | ۲۳ سپتامبر ۲۰۰۰ |
| ۱۶۸۸۰۵ | 2000 SN137    | ۲۳ سپتامبر ۲۰۰۰ |
| ۱۶۸۸۰۶ | 2000 SV137    | ۲۳ سپتامبر ۲۰۰۰ |
| ۱۶۸۸۰۷ | 2000 SE146    | ۲۴ سپتامبر ۲۰۰۰ |
| ۱۶۸۸۰۸ | 2000 SD147    | ۲۴ سپتامبر ۲۰۰۰ |
| ۱۶۸۸۰۹ | 2000 SZ168    | ۲۳ سپتامبر ۲۰۰۰ |
| ۱۶۸۸۱۰ | 2000 SR174    | ۲۸ سپتامبر ۲۰۰۰ |
| ۱۶۸۸۱۱ | 2000 SE184    | ۲۰ سپتامبر ۲۰۰۰ |
| ۱۶۸۸۱۲ | 2000 SA189    | ۲۲ سپتامبر ۲۰۰۰ |
| ۱۶۸۸۱۳ | 2000 SC189    | ۲۲ سپتامبر ۲۰۰۰ |
| ۱۶۸۸۱۴ | 2000 SX219    | ۲۶ سپتامبر ۲۰۰۰ |
| ۱۶۸۸۱۵ | 2000 ST220    | ۲۶ سپتامبر ۲۰۰۰ |
| ۱۶۸۸۱۶ | 2000 SR224    | ۲۷ سپتامبر ۲۰۰۰ |
| ۱۶۸۸۱۷ | 2000 SD255    | ۲۴ سپتامبر ۲۰۰۰ |
| ۱۶۸۸۱۸ | 2000 SF263    | ۲۵ سپتامبر ۲۰۰۰ |
| ۱۶۸۸۱۹ | 2000 SC265    | ۲۶ سپتامبر ۲۰۰۰ |
| ۱۶۸۸۲۰ | 2000 SK266    | ۲۶ سپتامبر ۲۰۰۰ |
| ۱۶۸۸۲۱ | 2000 SH270    | ۲۷ سپتامبر ۲۰۰۰ |
| ۱۶۸۸۲۲ | 2000 SL270    | ۲۷ سپتامبر ۲۰۰۰ |
| ۱۶۸۸۲۳ | 2000 SN271    | ۲۷ سپتامبر ۲۰۰۰ |
| ۱۶۸۸۲۴ | 2000 SE274    | ۲۸ سپتامبر ۲۰۰۰ |
| ۱۶۸۸۲۵ | 2000 SX288    | ۲۷ سپتامبر ۲۰۰۰ |
| ۱۶۸۸۲۶ | 2000 SB291    | ۲۷ سپتامبر ۲۰۰۰ |
| ۱۶۸۸۲۷ | 2000 SY308    | ۳۰ سپتامبر ۲۰۰۰ |
| ۱۶۸۸۲۸ | 2000 SY320    | ۲۹ سپتامبر ۲۰۰۰ |
| ۱۶۸۸۲۹ | 2000 SF322    | ۲۸ سپتامبر ۲۰۰۰ |
| ۱۶۸۸۳۰ | 2000 SK334    | ۲۶ سپتامبر ۲۰۰۰ |
| ۱۶۸۸۳۱ | 2000 SZ334    | ۲۶ سپتامبر ۲۰۰۰ |
| ۱۶۸۸۳۲ | 2000 SD340    | ۲۴ سپتامبر ۲۰۰۰ |
| ۱۶۸۸۳۳ | 2000 SP343    | ۲۳ سپتامبر ۲۰۰۰ |
| ۱۶۸۸۳۴ | 2000 SB352    | ۲۶ سپتامبر ۲۰۰۰ |
| ۱۶۸۸۳۵ | 2000 SD364    | ۲۰ سپتامبر ۲۰۰۰ |
| ۱۶۸۸۳۶ | 2000 SH364    | ۲۰ سپتامبر ۲۰۰۰ |
| ۱۶۸۸۳۷ | 2000 TZ36     | ۱ اکتبر ۲۰۰۰    |
| ۱۶۸۸۳۸ | 2000 TB40     | ۱ اکتبر ۲۰۰۰    |
| ۱۶۸۸۳۹ | 2000 TX48     | ۱ اکتبر ۲۰۰۰    |
| ۱۶۸۸۴۰ | 2000 TF58     | ۲ اکتبر ۲۰۰۰    |
| ۱۶۸۸۴۱ | 2000 TB63     | ۲ اکتبر ۲۰۰۰    |
| ۱۶۸۸۴۱ | 2000 UP       | ۲۰ اکتبر ۲۰۰۰   |
| ۱۶۸۸۴۳ | 2000 UG4      | ۲۴ اکتبر ۲۰۰۰   |
| ۱۶۸۸۴۴ | 2000 UX19     | ۲۴ اکتبر ۲۰۰۰   |
| ۱۶۸۸۴۵ | 2000 UJ28     | ۲۵ اکتبر ۲۰۰۰   |
| ۱۶۸۸۴۶ | 2000 UQ34     | ۲۴ اکتبر ۲۰۰۰   |
| ۱۶۸۸۴۷ | 2000 UU34     | ۲۴ اکتبر ۲۰۰۰   |
| ۱۶۸۸۴۸ | 2000 UD47     | ۲۴ اکتبر ۲۰۰۰   |
| ۱۶۸۸۴۹ | 2000 UK51     | ۲۴ اکتبر ۲۰۰۰   |
| ۱۶۸۸۵۰ | 2000 UN63     | ۲۵ اکتبر ۲۰۰۰   |
| ۱۶۸۸۵۱ | 2000 UQ67     | ۲۵ اکتبر ۲۰۰۰   |
| ۱۶۸۸۵۲ | 2000 UV71     | ۲۵ اکتبر ۲۰۰۰   |
| ۱۶۸۸۵۳ | 2000 UV76     | ۲۴ اکتبر ۲۰۰۰   |
| ۱۶۸۸۵۴ | 2000 UP84     | ۳۱ اکتبر ۲۰۰۰   |
| ۱۶۸۸۵۵ | 2000 UC90     | ۲۴ اکتبر ۲۰۰۰   |
| ۱۶۸۸۵۶ | 2000 UY101    | ۲۵ اکتبر ۲۰۰۰   |
| ۱۶۸۸۵۷ | 2000 UA102    | ۲۵ اکتبر ۲۰۰۰   |
| ۱۶۸۸۵۸ | 2000 VN8      | ۱ نوامبر ۲۰۰۰   |
| ۱۶۸۸۵۹ | 2000 VG18     | ۱ نوامبر ۲۰۰۰   |
| ۱۶۸۸۶۰ | 2000 VH21     | ۱ نوامبر ۲۰۰۰   |
| ۱۶۸۸۶۱ | 2000 VM22     | ۱ نوامبر ۲۰۰۰   |
| ۱۶۸۸۶۲ | 2000 VS22     | ۱ نوامبر ۲۰۰۰   |
| ۱۶۸۸۶۳ | 2000 VW24     | ۱ نوامبر ۲۰۰۰   |
| ۱۶۸۸۶۴ | 2000 VW25     | ۱ نوامبر ۲۰۰۰   |
| ۱۶۸۸۶۵ | 2000 VX41     | ۱ نوامبر ۲۰۰۰   |
| ۱۶۸۸۶۶ | 2000 VR42     | ۱ نوامبر ۲۰۰۰   |
| ۱۶۸۸۶۷ | 2000 VP44     | ۲ نوامبر ۲۰۰۰   |
| ۱۶۸۸۶۸ | 2000 VV52     | ۳ نوامبر ۲۰۰۰   |
| ۱۶۸۸۶۹ | 2000 WS4      | ۱۹ نوامبر ۲۰۰۰  |
| ۱۶۸۸۷۰ | 2000 WN6      | ۲۰ نوامبر ۲۰۰۰  |
| ۱۶۸۸۷۱ | 2000 WB9      | ۱۸ نوامبر ۲۰۰۰  |
| ۱۶۸۸۷۲ | 2000 WZ9      | ۲۲ نوامبر ۲۰۰۰  |
| ۱۶۸۸۷۳ | 2000 WC14     | ۲۰ نوامبر ۲۰۰۰  |
| ۱۶۸۸۷۴ | 2000 WA15     | ۲۰ نوامبر ۲۰۰۰  |
| ۱۶۸۸۷۵ | 2000 WQ22     | ۲۰ نوامبر ۲۰۰۰  |
| ۱۶۸۸۷۶ | 2000 WZ24     | ۲۰ نوامبر ۲۰۰۰  |
| ۱۶۸۸۷۷ | 2000 WC27     | ۲۶ نوامبر ۲۰۰۰  |
| ۱۶۸۸۷۸ | 2000 WV28     | ۲۶ نوامبر ۲۰۰۰  |
| ۱۶۸۸۷۹ | 2000 WD34     | ۲۰ نوامبر ۲۰۰۰  |
| ۱۶۸۸۸۰ | 2000 WJ48     | ۲۱ نوامبر ۲۰۰۰  |
| ۱۶۸۸۸۱ | 2000 WN48     | ۲۱ نوامبر ۲۰۰۰  |
| ۱۶۸۸۸۲ | 2000 WZ56     | ۲۱ نوامبر ۲۰۰۰  |
| ۱۶۸۸۸۳ | 2000 WL57     | ۲۱ نوامبر ۲۰۰۰  |
| ۱۶۸۸۸۴ | 2000 WB71     | ۱۹ نوامبر ۲۰۰۰  |
| ۱۶۸۸۸۵ | 2000 WO76     | ۲۰ نوامبر ۲۰۰۰  |
| ۱۶۸۸۸۶ | 2000 WH78     | ۲۰ نوامبر ۲۰۰۰  |
| ۱۶۸۸۸۷ | 2000 WB83     | ۲۰ نوامبر ۲۰۰۰  |
| ۱۶۸۸۸۸ | 2000 WH90     | ۲۱ نوامبر ۲۰۰۰  |
| ۱۶۸۸۸۹ | 2000 WM95     | ۲۱ نوامبر ۲۰۰۰  |
| ۱۶۸۸۹۰ | 2000 WK116    | ۲۰ نوامبر ۲۰۰۰  |
| ۱۶۸۸۹۱ | 2000 WO122    | ۲۹ نوامبر ۲۰۰۰  |
| ۱۶۸۸۹۲ | 2000 WK124    | ۱۹ نوامبر ۲۰۰۰  |
| ۱۶۸۸۹۳ | 2000 WS128    | ۱۸ نوامبر ۲۰۰۰  |
| ۱۶۸۸۹۴ | 2000 WE130    | ۱۹ نوامبر ۲۰۰۰  |
| ۱۶۸۸۹۵ | 2000 WE131    | ۲۰ نوامبر ۲۰۰۰  |
| ۱۶۸۸۹۶ | 2000 WC134    | ۱۹ نوامبر ۲۰۰۰  |
| ۱۶۸۸۹۷ | 2000 WA136    | ۲۰ نوامبر ۲۰۰۰  |
| ۱۶۸۸۹۸ | 2000 WQ137    | ۲۰ نوامبر ۲۰۰۰  |
| ۱۶۸۸۹۹ | 2000 WV147    | ۲۸ نوامبر ۲۰۰۰  |
| ۱۶۸۹۰۰ | 2000 WW160    | ۲۰ نوامبر ۲۰۰۰  |
| ۱۶۸۹۰۱ | 2000 WJ164    | ۲۱ نوامبر ۲۰۰۰  |
| ۱۶۸۹۰۲ | 2000 WR166    | ۲۴ نوامبر ۲۰۰۰  |
| ۱۶۸۹۰۳ | 2000 WW188    | ۱۸ نوامبر ۲۰۰۰  |
| ۱۶۸۹۰۴ | 2000 WY189    | ۱۸ نوامبر ۲۰۰۰  |
| ۱۶۸۹۰۵ | 2000 XT1      | ۳ دسامبر ۲۰۰۰   |
| ۱۶۸۹۰۶ | 2000 XE12     | ۴ دسامبر ۲۰۰۰   |
| ۱۶۸۹۰۷ | 2000 XN19     | ۴ دسامبر ۲۰۰۰   |
| ۱۶۸۹۰۸ | 2000 XH21     | ۴ دسامبر ۲۰۰۰   |
| ۱۶۸۹۰۹ | 2000 XV30     | ۴ دسامبر ۲۰۰۰   |
| ۱۶۸۹۱۰ | 2000 XC52     | ۶ دسامبر ۲۰۰۰   |
| ۱۶۸۹۱۱ | 2000 XM53     | ۱۴ دسامبر ۲۰۰۰  |
| ۱۶۸۹۱۲ | 2000 YV2      | ۲۰ دسامبر ۲۰۰۰  |
| ۱۶۸۹۱۳ | 2000 YA3      | ۱۸ دسامبر ۲۰۰۰  |
| ۱۶۸۹۱۴ | 2000 YU21     | ۲۷ دسامبر ۲۰۰۰  |
| ۱۶۸۹۱۵ | 2000 YW37     | ۳۰ دسامبر ۲۰۰۰  |
| ۱۶۸۹۱۶ | 2000 YZ42     | ۳۰ دسامبر ۲۰۰۰  |
| ۱۶۸۹۱۷ | 2000 YM44     | ۳۰ دسامبر ۲۰۰۰  |
| ۱۶۸۹۱۸ | 2000 YX44     | ۳۰ دسامبر ۲۰۰۰  |
| ۱۶۸۹۱۹ | 2000 YR49     | ۳۰ دسامبر ۲۰۰۰  |
| ۱۶۸۹۲۰ | 2000 YK50     | ۳۰ دسامبر ۲۰۰۰  |
| ۱۶۸۹۲۱ | 2000 YT53     | ۳۰ دسامبر ۲۰۰۰  |
| ۱۶۸۹۲۲ | 2000 YL55     | ۳۰ دسامبر ۲۰۰۰  |
| ۱۶۸۹۲۳ | 2000 YU56     | ۳۰ دسامبر ۲۰۰۰  |
| ۱۶۸۹۲۴ | 2000 YE59     | ۳۰ دسامبر ۲۰۰۰  |
| ۱۶۸۹۲۵ | 2000 YV59     | ۳۰ دسامبر ۲۰۰۰  |
| ۱۶۸۹۲۶ | 2000 YN65     | ۱۶ دسامبر ۲۰۰۰  |
| ۱۶۸۹۲۷ | 2000 YD68     | ۲۸ دسامبر ۲۰۰۰  |
| ۱۶۸۹۲۸ | 2000 YG71     | ۳۰ دسامبر ۲۰۰۰  |
| ۱۶۸۹۲۹ | 2000 YT72     | ۳۰ دسامبر ۲۰۰۰  |
| ۱۶۸۹۳۰ | 2000 YV73     | ۳۰ دسامبر ۲۰۰۰  |
| ۱۶۸۹۳۱ | 2000 YL82     | ۳۰ دسامبر ۲۰۰۰  |
| ۱۶۸۹۳۲ | 2000 YG86     | ۳۰ دسامبر ۲۰۰۰  |
| ۱۶۸۹۳۳ | 2000 YQ88     | ۳۰ دسامبر ۲۰۰۰  |
| ۱۶۸۹۳۴ | 2000 YR91     | ۳۰ دسامبر ۲۰۰۰  |
| ۱۶۸۹۳۵ | 2000 YC95     | ۳۰ دسامبر ۲۰۰۰  |
| ۱۶۸۹۳۶ | 2000 YN95     | ۳۰ دسامبر ۲۰۰۰  |
| ۱۶۸۹۳۷ | 2000 YU95     | ۳۰ دسامبر ۲۰۰۰  |
| ۱۶۸۹۳۸ | 2000 YS107    | ۳۰ دسامبر ۲۰۰۰  |
| ۱۶۸۹۳۹ | 2000 YB108    | ۳۰ دسامبر ۲۰۰۰  |
| ۱۶۸۹۴۰ | 2000 YL109    | ۳۰ دسامبر ۲۰۰۰  |
| ۱۶۸۹۴۱ | 2000 YO111    | ۳۰ دسامبر ۲۰۰۰  |
| ۱۶۸۹۴۲ | 2000 YL114    | ۳۰ دسامبر ۲۰۰۰  |
| ۱۶۸۹۴۳ | 2000 YG118    | ۳۰ دسامبر ۲۰۰۰  |
| ۱۶۸۹۴۴ | 2000 YK126    | ۲۹ دسامبر ۲۰۰۰  |
| ۱۶۸۹۴۵ | 2000 YN131    | ۳۰ دسامبر ۲۰۰۰  |
| ۱۶۸۹۴۶ | 2000 YY135    | ۲۲ دسامبر ۲۰۰۰  |
| ۱۶۸۹۴۷ | 2000 YB139    | ۲۷ دسامبر ۲۰۰۰  |
| ۱۶۸۹۴۸ | 2000 YX143    | ۲۳ دسامبر ۲۰۰۰  |
| ۱۶۸۹۴۹ | 2001 AV18     | ۴ ژانویه ۲۰۰۱   |
| ۱۶۸۹۵۰ | 2001 AA26     | ۲ ژانویه ۲۰۰۱   |
| ۱۶۸۹۵۱ | 2001 AL33     | ۴ ژانویه ۲۰۰۱   |
| ۱۶۸۹۵۲ | 2001 AN39     | ۲ ژانویه ۲۰۰۱   |
| ۱۶۸۹۵۳ | 2001 AZ43     | ۱۴ ژانویه ۲۰۰۱  |
| ۱۶۸۹۵۴ | 2001 AT44     | ۱۵ ژانویه ۲۰۰۱  |
| ۱۶۸۹۵۵ | 2001 AV44     | ۱۵ ژانویه ۲۰۰۱  |
| ۱۶۸۹۵۶ | 2001 AC47     | ۱۵ ژانویه ۲۰۰۱  |
| ۱۶۸۹۵۷ | 2001 AB52     | ۵ ژانویه ۲۰۰۱   |
| ۱۶۸۹۵۸ | 2001 AC52     | ۵ ژانویه ۲۰۰۱   |
| ۱۶۸۹۵۹ | 2001 BP6      | ۱۹ ژانویه ۲۰۰۱  |
| ۱۶۸۹۶۰ | 2001 BQ19     | ۱۹ ژانویه ۲۰۰۱  |
| ۱۶۸۹۶۱ | 2001 BF23     | ۲۰ ژانویه ۲۰۰۱  |
| ۱۶۸۹۶۲ | 2001 BK27     | ۲۰ ژانویه ۲۰۰۱  |
| ۱۶۸۹۶۳ | 2001 BT32     | ۲۰ ژانویه ۲۰۰۱  |
| ۱۶۸۹۶۴ | 2001 BF36     | ۱۹ ژانویه ۲۰۰۱  |
| ۱۶۸۹۶۵ | 2001 BL37     | ۲۱ ژانویه ۲۰۰۱  |
| ۱۶۸۹۶۶ | 2001 BC38     | ۲۱ ژانویه ۲۰۰۱  |
| ۱۶۸۹۶۷ | 2001 BB43     | ۱۹ ژانویه ۲۰۰۱  |
| ۱۶۸۹۶۸ | 2001 BY45     | ۲۱ ژانویه ۲۰۰۱  |
| ۱۶۸۹۶۹ | 2001 BX55     | ۱۹ ژانویه ۲۰۰۱  |
| ۱۶۸۹۷۰ | 2001 BT56     | ۱۹ ژانویه ۲۰۰۱  |
| ۱۶۸۹۷۱ | 2001 BA58     | ۲۱ ژانویه ۲۰۰۱  |
| ۱۶۸۹۷۲ | 2001 BL59     | ۲۶ ژانویه ۲۰۰۱  |
| ۱۶۸۹۷۳ | 2001 BQ64     | ۳۰ ژانویه ۲۰۰۱  |
| ۱۶۸۹۷۴ | 2001 BD65     | ۲۶ ژانویه ۲۰۰۱  |
| ۱۶۸۹۷۵ | 2001 BO66     | ۲۶ ژانویه ۲۰۰۱  |
| ۱۶۸۹۷۶ | 2001 BE68     | ۳۱ ژانویه ۲۰۰۱  |
| ۱۶۸۹۷۷ | 2001 BE75     | ۲۶ ژانویه ۲۰۰۱  |
| ۱۶۸۹۷۸ | 2001 BO75     | ۲۶ ژانویه ۲۰۰۱  |
| ۱۶۸۹۷۹ | 2001 CS1      | ۱ فوریه ۲۰۰۱    |
| ۱۶۸۹۸۰ | 2001 CS2      | ۱ فوریه ۲۰۰۱    |
| ۱۶۸۹۸۱ | 2001 CT3      | ۱ فوریه ۲۰۰۱    |
| ۱۶۸۹۸۲ | 2001 CC9      | ۱ فوریه ۲۰۰۱    |
| ۱۶۸۹۸۳ | 2001 CV11     | ۱ فوریه ۲۰۰۱    |
| ۱۶۸۹۸۴ | 2001 CQ14     | ۱ فوریه ۲۰۰۱    |
| ۱۶۸۹۸۵ | 2001 CC18     | ۲ فوریه ۲۰۰۱    |
| ۱۶۸۹۸۶ | 2001 CV22     | ۱ فوریه ۲۰۰۱    |
| ۱۶۸۹۸۷ | 2001 CE25     | ۱ فوریه ۲۰۰۱    |
| ۱۶۸۹۸۸ | 2001 CF25     | ۱ فوریه ۲۰۰۱    |
| ۱۶۸۹۸۹ | 2001 CH29     | ۲ فوریه ۲۰۰۱    |
| ۱۶۸۹۹۰ | 2001 CO30     | ۲ فوریه ۲۰۰۱    |
| ۱۶۸۹۹۱ | 2001 CO38     | ۱۳ فوریه ۲۰۰۱   |
| ۱۶۸۹۹۲ | 2001 CR39     | ۱۳ فوریه ۲۰۰۱   |
| ۱۶۸۹۹۳ | 2001 CH40     | ۱۳ فوریه ۲۰۰۱   |
| ۱۶۸۹۹۴ | 2001 CZ47     | ۱۲ فوریه ۲۰۰۱   |
| ۱۶۸۹۹۵ | 2001 DV4      | ۱۶ فوریه ۲۰۰۱   |
| ۱۶۸۹۹۶ | 2001 DK6      | ۱۶ فوریه ۲۰۰۱   |
| ۱۶۸۹۹۷ | 2001 DP19     | ۱۶ فوریه ۲۰۰۱   |
| ۱۶۸۹۹۸ | 2001 DA25     | ۱۷ فوریه ۲۰۰۱   |
| ۱۶۸۹۹۹ | 2001 DR26     | ۱۷ فوریه ۲۰۰۱   |
| ۱۶۹۰۰۰ | 2001 DA30     | ۱۷ فوریه ۲۰۰۱   |